# Peter Weiss

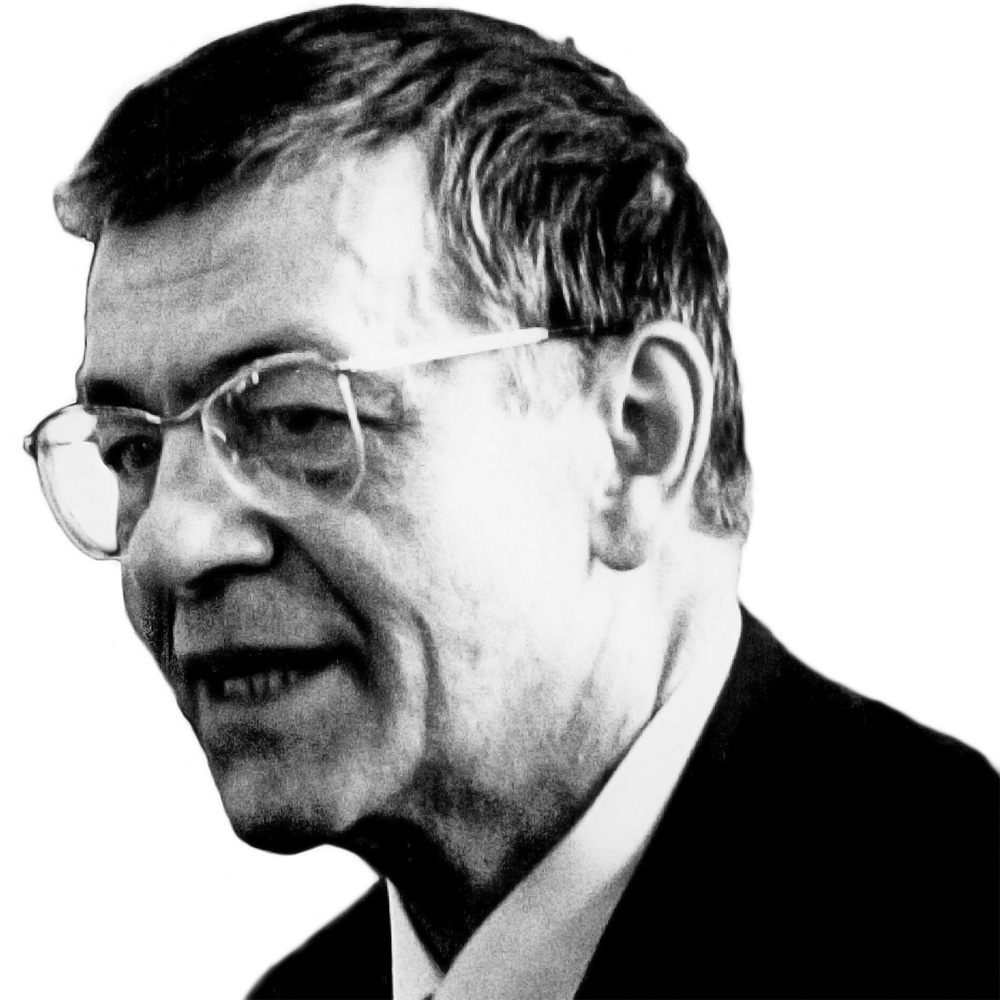
Peter Weiss während der Verleihung des Bremer Literaturpreises 1982

Peter Ulrich Weiss (Pseudonym: Sinclair; * 8. November 1916 in Nowawes bei Potsdam; † 10. Mai 1982 in Stockholm) war ein deutsch-schwedischer Schriftsteller, Maler, Grafiker und Experimentalfilmer.
Peter Weiss erwarb sich in der deutschen Nachkriegsliteratur gleichermaßen als Vertreter einer avantgardistischen, minutiösen Beschreibungsliteratur, als Verfasser autobiographischer Prosa wie auch als politisch engagierter Dramatiker einen Namen. Internationalen Erfolg erzielte er mit dem Stück Marat/Sade, das mit dem US-Theater- und Musicalpreis Tony Award ausgezeichnet wurde. Das dem dokumentarischen Theater zugerechnete „Auschwitz-Oratorium“ Die Ermittlung führte Mitte der 1960er Jahre zu breiten vergangenheitspolitischen Auseinandersetzungen (der sog. Vergangenheitsbewältigung). Als Weiss’ Haupttext gilt der dreibändige Roman Die Ästhetik des Widerstands, eines der „gewichtigste[n] deutschsprachige[n] Werk[e] der 70er und 80er Jahre“. Weniger bekannt sind Weiss’ frühe, surrealistisch inspirierte Arbeiten als Maler und experimenteller Filmregisseur.

## Leben

### Kindheit und Jugend bei Berlin und in Bremen

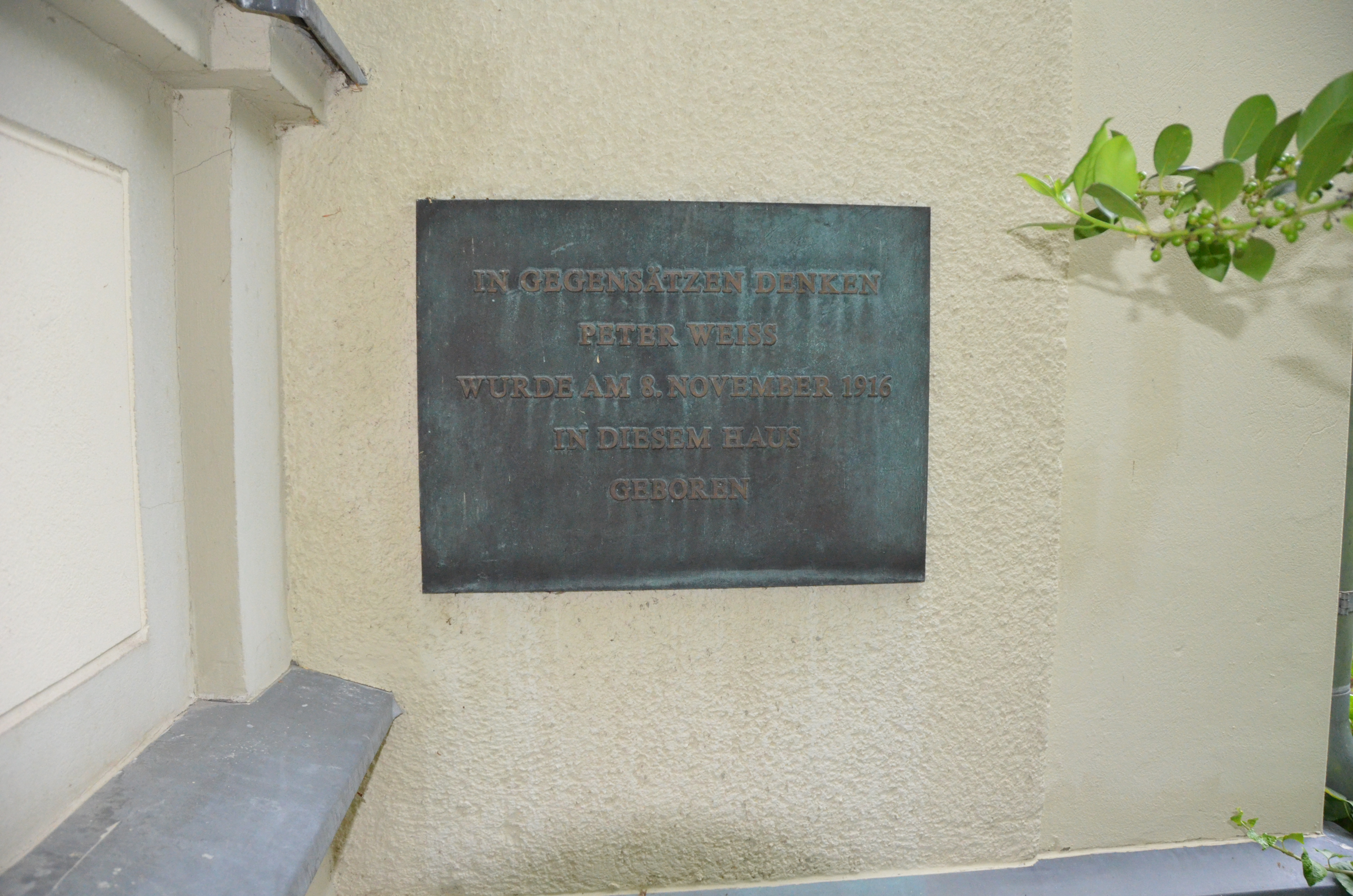
Erinnerungstafel am Geburtshaus in Potsdam

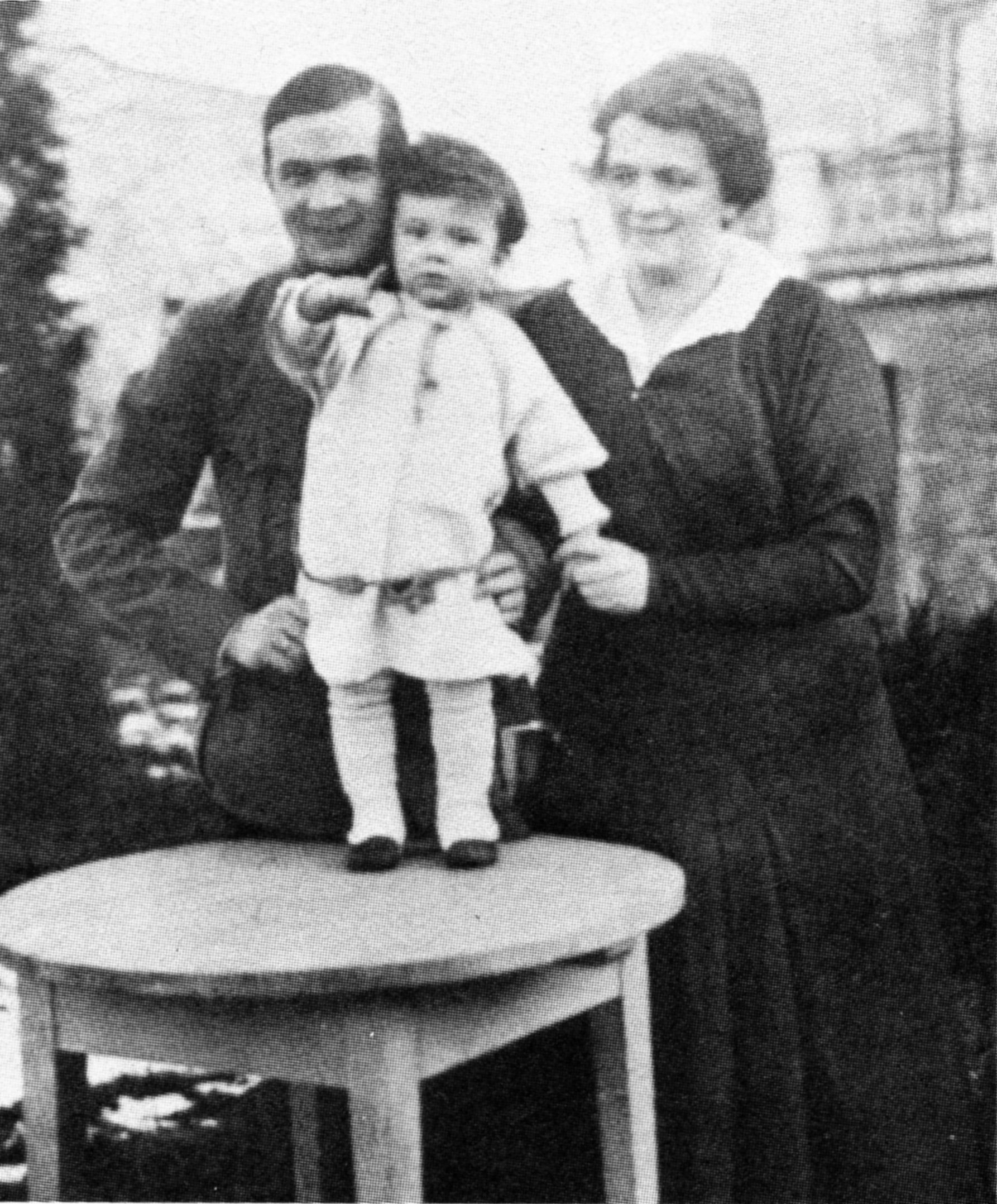
Peter Weiss mit den Eltern, Sommer 1917 in Przemyśl

Peter Weiss wurde am 8. November 1916 in Nowawes bei Potsdam, in der damaligen Berliner Straße 146 (heute: Rudolf-Breitscheid-Straße 232), als ältester Sohn der aus der Schweiz stammenden Schauspielerin Frieda Weiss (geborene Hummel, 1885–1958) und des ungarischen Staatsbürgers Eugen „Jenö“ Weiss (1885–1959) geboren. Peter Weiss’ Vater nahm nach dem Ersten Weltkrieg die tschechoslowakische Staatsbürgerschaft an. Peter Weiss hatte zwei Halbbrüder, Arwed (1905–1991) und Hans (1907–1977), aus der ersten Ehe der Mutter mit dem zwanzig Jahre älteren Regierungsbaumeister Ernst Thierbach in Düsseldorf und Bochum, die 1912 geschieden wurde. Nach der Scheidung trat Frieda Weiss zwischen 1913 und 1915 zunächst neben Friedrich Wilhelm Murnau „in führenden Rollen auf Reinhardts Bühne“ auf, darunter als die Mutter in Gotthold Ephraim Lessings Emilia Galotti am Deutschen Theater in Berlin. Zugunsten einer erneuten Familiengründung brach Frieda Weiss 1915 ihre Theaterlaufbahn ab. Sie heiratete den ungarischen Textilkaufmann Jenö Weiss, der zu dieser Zeit als Oberleutnant der k.u.k. Armee im galizischen Przemyśl stationiert war. Nach Peter wurden die Geschwister Irene (1920–2001), Margit Beatrice (1922–1934) und Gerhard Alexander (1924–1987) geboren.
Nach Jenö Weiss’ Entlassung aus dem Militärdienst siedelte die Familie 1918 nach Bremen über und wohnte von 1921 bis 1923 in der Neustädter Grünenstraße. Jenö Weiss gründete ein erfolgreiches Textilwarengeschäft (Hoppe, Weiss & Co.), das der Familie in den frühen zwanziger Jahren zu einem gehobenen Lebensstandard verhalf. Zeitweilig beschäftigte die Familie Weiss eine Köchin, eine Haushaltshilfe und ein Kindermädchen im Haushalt. 1920 konvertierte Jenö Weiss zum Christentum; fortan wurde in der Familie über die jüdische Abkunft des Vaters – bis 1938 – nicht mehr gesprochen. 1928 wurde Peter Weiss für knapp fünf Monate nach Tübingen geschickt. 1929 kehrte die Familie nach mehreren Umzügen innerhalb Bremens nach Berlin zurück. Peter Weiss besuchte das Heinrich-von-Kleist-Realgymnasium in Schmargendorf, das sich durch eine vergleichsweise liberale Atmosphäre auszeichnete. Zu Beginn der dreißiger Jahre entwickelte Weiss ein gesteigertes Interesse an Kunst und Kultur: „In diesen Jahren, zwischen 1931 und 1933, erwarb ich meine ganzen Literaturkenntnisse, den ganzen Hesse, den ganzen Thomas Mann, den ganzen Brecht, alles lasen wir damals als ganz junge Leute.“ Unter Anleitung von Eugen Spiro, einem Mitglied der Berliner Secession, begann er, an einer Zeichenschule zu malen. Seine Vorbilder waren die deutschen Expressionisten Emil Nolde, Paul Klee und Lyonel Feininger.
Jenö Weiss versuchte, sich in dieser Zeit zu assimilieren, und bemühte sich um die deutsche Staatsbürgerschaft. Jenö Weiss war „fasziniert von Hitler und dessen pompöser Verachtung des Kommunismus.“ So überrascht nicht, dass Peter Weiss nicht von seinen Eltern, sondern eher beiläufig durch einen seiner Halbbrüder erfuhr, dass sein Vater ein zum protestantischen Glauben konvertierter Jude war. Angesichts der ungewissen Zukunft der Familie Weiss in Deutschland veranlasste der Vater den Wechsel seines Sohnes vom Realgymnasium zur Rackow-Handelsschule. Dort lernte Weiss „Schreibmaschine und Stenographie“.

### Stationen der Emigration

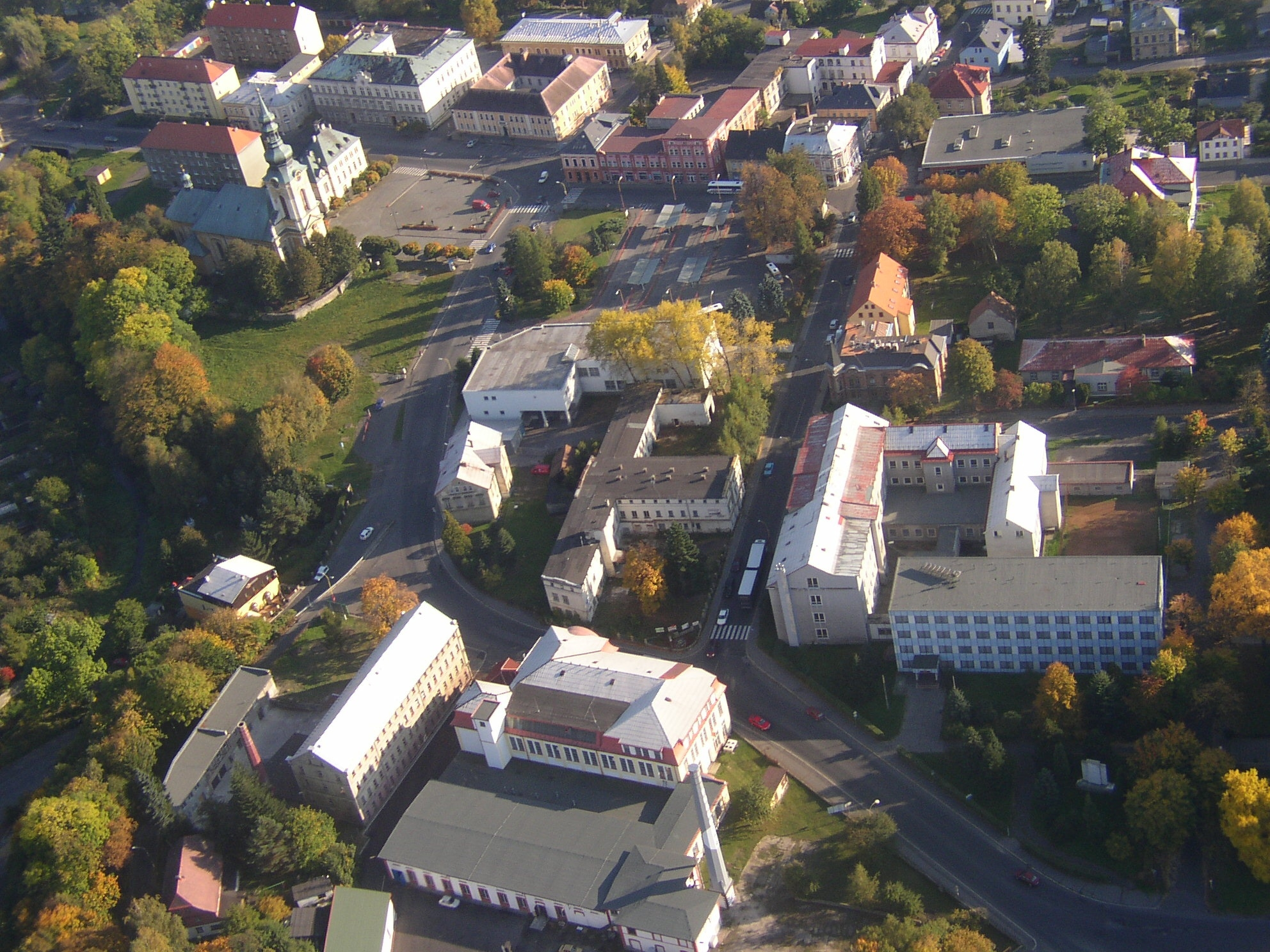
Marktplatz und Kirche des nordböhmischen Warnsdorf

Die unmittelbar folgenden Jahre im Ausland hatten aufgrund der verschwiegenen jüdischen Herkunft des Vaters vordergründig zunächst noch den Charakter von Lehr- und Wanderjahren für Peter Weiss. Von Anfang 1935 bis Ende 1936 lebte Weiss’ Familie in Chislehurst im Südosten Londons. Kurz vor der Abreise starb Peters jüngere Schwester Margit Beatrice im Alter von zwölf Jahren an den Folgen eines Autounfalls. Dies war ein Ereignis, das das Familiengefüge dauerhaft aus dem Gleichgewicht brachte. Weiss erlebte den Tod seiner Schwester als „Anfang von der Auflösung unserer Familie“. In London besuchte Weiss die Polytechnic School of Photography, um entgegen den Vorstellungen der Eltern vom beruflichen Werdegang des Sohns „wenigstens Photographie lernen“ zu können. Weiss malte unter anderem Die Maschinen greifen die Menschen an und schrieb Bekenntnis eines großen Malers. Wenig später improvisierte er seine erste Ausstellung „in einem Raum über einer Garage in einer versteckten Seitengasse“ Londons (Little Kinnerton Street).
1936 siedelte die Familie nach geschäftlichen Zerwürfnissen in die nordböhmische Stadt Warnsdorf über. Peter besaß wie der Vater und seine Geschwister die tschechoslowakische Staatsbürgerschaft. „Hier fing das Schreiben wieder an und wurde gleichzeitig mit der Malerei betrieben. Meine ersten Manuskripte sind damals geschrieben und gezeichnet worden.“
In Zusammenhang mit seinem Skruwe-Manuskript stellte Weiss im Januar 1937 Kontakt zu Hermann Hesse her. Dessen Werke waren für ihn Spiegel, „in denen eine sehnsüchtige Identifizierung gebannt ist“. Weiss wurde in seinen künstlerischen Ambitionen von Hesse ermuntert und besuchte den späteren Nobelpreisträger im Sommer desselben Jahres erstmals in Montagnola im Tessin. Zahlreiche Weiss-Texte dieser Zeit schöpfen aus der Dichtung und Bilderwelt Hesses. Hesses Zuspruch bestärkte Weiss in der Entscheidung zu einem Studium an der Kunstakademie Prag, das Weiss im Herbst 1937 bei dem Maler Willi Nowak aufnahm. Für seine Gemälde Das große Welttheater und Das Gartenkonzert wurde er 1938 mit dem Akademiepreis ausgezeichnet.
Nachdem sich NS-Deutschland im Oktober 1938 infolge des Münchner Abkommens das Sudetenland einverleibt hatte, wurde Peter Weiss eine Rückkehr nach Warnsdorf unmöglich. Weiss’ Eltern gelang mit Unterstützung der Söhne aus erster Ehe von Frieda Weiss, die in Deutschland zurückgeblieben waren, die legale Übersiedlung zunächst nach Borås, dann nach Alingsås in Südschweden. Eugen Weiss wurde Geschäftsführer einer neuen Textilfabrik (SILFA) in Alingsås. Peter Weiss selbst ging zunächst in die Schweiz, erlebte ab Februar 1939 in Schweden dann angesichts ungewohnter sprachlicher Probleme das Emigrationsproblem als 22-Jähriger in aller Schärfe. Die Eltern bemühten sich noch, die „Lebenslüge“ aufrechtzuerhalten, sie hätten Deutschland aus wirtschaftlichen und nicht aus politischen Gründen verlassen. Peter verdiente seinen Lebensunterhalt (200 Kronen) unter anderem als Textilmusterzeichner in der väterlichen Fabrik und an privaten Malschulen.

### Frühe Prosaarbeiten und Filme in Schweden
Peter Weiss zog Ende 1940 nach Stockholm, wo er seitdem bis zu seinem Tod überwiegend lebte. Außer zu dem Journalisten Max Barth, dem Bildhauer Karl Helbig und dem Sozialmediziner Max Hodann hatte Weiss kaum Kontakte zu anderen Emigranten. Er verblieb „ganz am Rande der politischen Emigration, was er später, als er sich zu ihrem epischen Chronisten machte, mehrfach und bedauernd anmerkt.“ Weiss widmete sich vor allem seiner künstlerischen Arbeit. Es entstanden die Gemälde Jahrmarkt am Stadtrand, Zirkus und Villa mia. Im März 1941 folgte eine erste offizielle Ausstellung von Weiss’ Werken in den Stockholmer Mässhallen. Gegenüber Freunden beklagte sich der junge Maler angesichts von „chauvinistischen, idiotischen Kritiken“ über einen herben Fehlschlag; er geriet in eine erste Schaffenskrise.
Während dieser Krisenzeit hatte Weiss im Sommer 1941 in Alingsås auch seine erste, nur wenige Wochen dauernde Psychoanalyse bei Iwan Bratt. Im selben Jahr reiste er nach Italien. Als Ausländer war Weiss wiederholt auf Gelegenheitsarbeiten, unter anderem als Erntehelfer, angewiesen. Er nahm 1942 ein Studium an der Stockholmer Kunstakademie auf und heiratete 1943 die schwedische Malerin und Bildhauerin Helga Henschen (1917–2002). 1944 kam die Tochter Randi-Maria (genannt Rebecca) zur Welt. Weiss fand nun doch Aufnahme in die auf Distinktion und Abschottung bedachte schwedische Kunstwelt. 1944 beteiligte er sich an der Ausstellung Konstnärer i landsflykt („Künstler im Exil“) in Stockholm und Göteborg. Zeitweilig lebte Weiss 1946 mit der dänischen Künstlerin und Schriftstellerin Le Klint zusammen. Am 8. November desselben Jahres erhielt er die schwedische Staatsbürgerschaft.

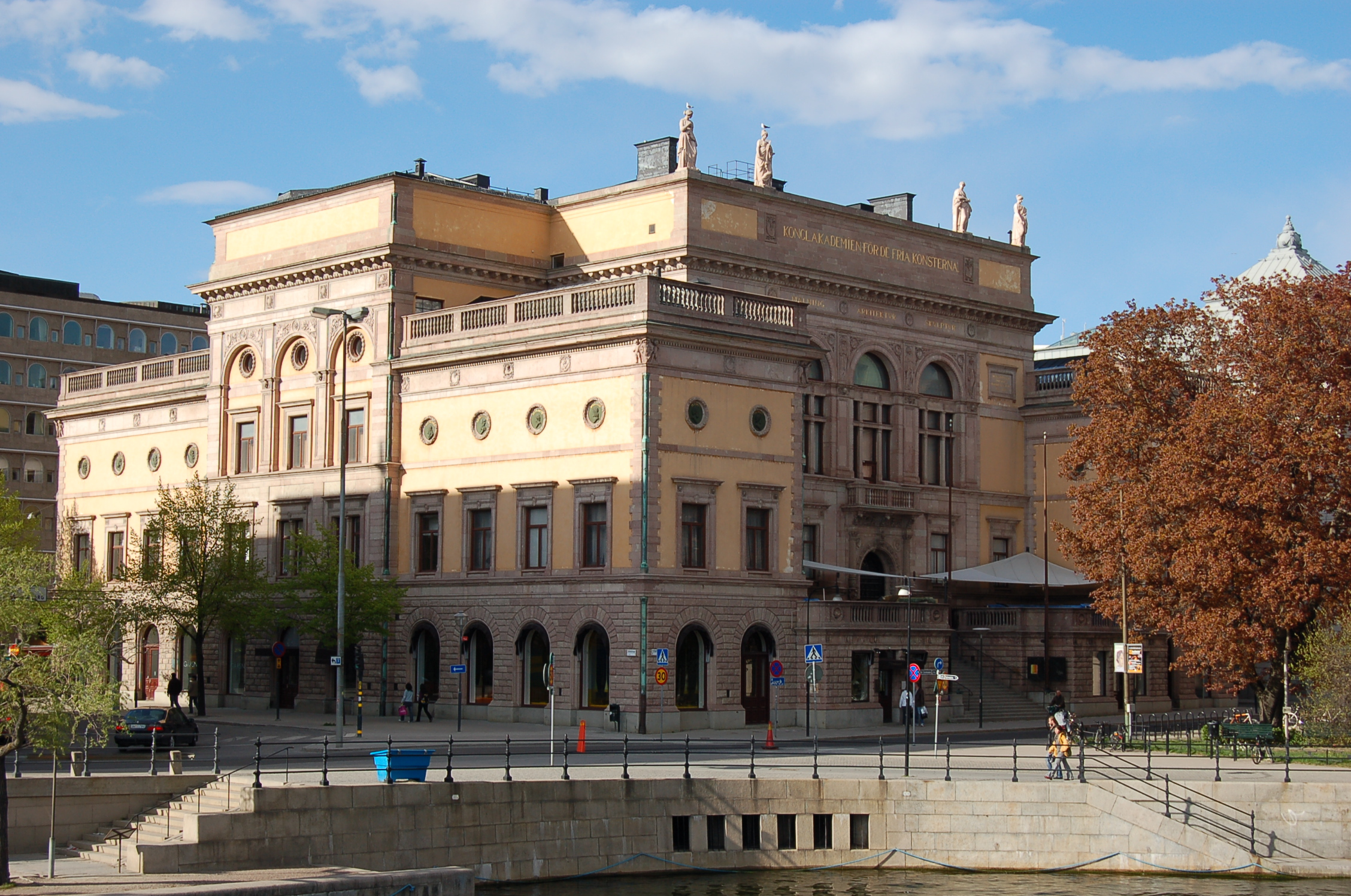
Die Kunstakademie in Stockholm (Kungliga Akademien för de fria konsterna), an der Weiss Gaststudent war

1947 veröffentlichte Weiss bei dem renommierten Stockholmer Verlag Albert Bonnier unter dem Titel Från ö till ö (Von Insel zu Insel) einen von Stig Dagerman beeinflussten Band mit dreißig Prosagedichten. Als Korrespondent der Stockholms-Tidningen schrieb Weiss sieben Reportagen aus dem zerstörten Berlin. Die Nähe zur deutschen Trümmerliteratur dieser Jahre legte eine genuin literarische Adaption der Reportagen nahe, die Weiss in Gestalt des Prosatexts De besegrade (Die Besiegten) vorlegte. Nachdem die Ehe mit Helga Henschen 1947 geschieden worden war, heiratete Weiss 1949 „‚pro forma‘ die spanische Diplomatentochter Carlota Dethorey (geb. 1928), weil der gemeinsame Sohn Paul 1949 auf die Welt“ kam. Der Einakter Rotundan (Der Turm) entstand.
Ab 1952 arbeitete Weiss als Lehrbeauftragter an der Stockholmer „Högskola“ (heute: Universität Stockholm) und lehrte Filmtheorie und -praxis sowie die Theorie des Bauhauses. Die Experimentalfilme Studie I, II, III, IV und V entstanden. Weiss fasste seine filmtheoretischen Überlegungen im Buch Avantgardefilm (1956) zusammen. Bis 1961 drehte er insgesamt 16 Dokumentarfilme, in denen er soziales Engagement und avantgardistische Kunstpraxis miteinander zu verbinden suchte. In Kurzfilmen wie Ansikten i skugga (dt.: Gesichter im Schatten) über das Leben mittelloser Menschen in Stockholm und Enligt lag (dt.: Im Namen des Gesetzes) über die Lebensumstände in einem Jugendgefängnis in Uppsala benutzte Weiss dokumentarische Aufnahmen aus dem Alltagsleben. 1959 drehte er mit dem Spielfilm Hägringen / Fata Morgana nach der Buchvorlage Der Vogelfreie sein wohl wichtigstes filmisches Werk. Im folgenden Jahr verfasste er zusammen mit Barbro Boman das Drehbuch zu dem kommerziell angelegten Spielfilm Schwedische Mädchen in Paris (dt. Verleihtitel: Verlockung), an dessen Dreharbeiten Weiss als Bildregisseur beteiligt war.
Zu diesem Zeitpunkt – Weiss’ künstlerische Betätigung in Schweden war weitgehend erfolglos geblieben – nahm der Suhrkamp Verlag auf Vermittlung Walter Höllerers Weiss’ bereits 1952 entstandenen „Mikro-Roman“ Der Schatten des Körpers des Kutschers an. Der Text wurde 1960 in einer Auflage von 1000 Exemplaren gedruckt und vom Autor durch eigene Collagen illustriert. Weiss’ narrative Methode einer minutiösen Beschreibung der Umgebung des Erzählers fand zahllose Nachahmer und machte Weiss zu einem häufig imitierten literarischen Avantgardisten (unter anderem inspirierte er Ror Wolf 1964 zu dem Roman Fortsetzung des Berichts).
1961 erschien als zweite Erzählung Abschied von den Eltern, eine nach dem Tod der Eltern (1958/1959) entstandene Auseinandersetzung mit der eigenen Kindheit und der Geschichte der Familie bis zum Kriegsbeginn. Für die schwedische Ausgabe von Abschied (1962) entstand zusätzlich eine Mappe von neun Collagen, die später auch in die deutsche Neuausgabe aufgenommen wurde. 1962 veröffentlichte Weiss den Roman Fluchtpunkt, für den er mit dem Schweizer Charles-Veillon-Preis ausgezeichnet wurde. In Zusammenhang mit den beiden autobiografischen Werken war Peter Weiss im Oktober 1962 erstmals Teilnehmer am Treffen der Gruppe 47, dem Kreis bedeutender zeitgenössischer Autoren und Literaturkritiker, die nach dem Ende der NS-Herrschaft eine Erneuerung der deutschsprachigen Literatur und die Demokratisierung der Gesellschaft hatten forcieren wollen.
Am 4. Januar 1964 heiratete Weiss nach zwölfjährigem Zusammenleben die schwedische Bühnenbildnerin und Bildhauerin Freiherrin Gunilla Palmstierna (1928–2022).

### Literarischer Erfolg in Deutschland

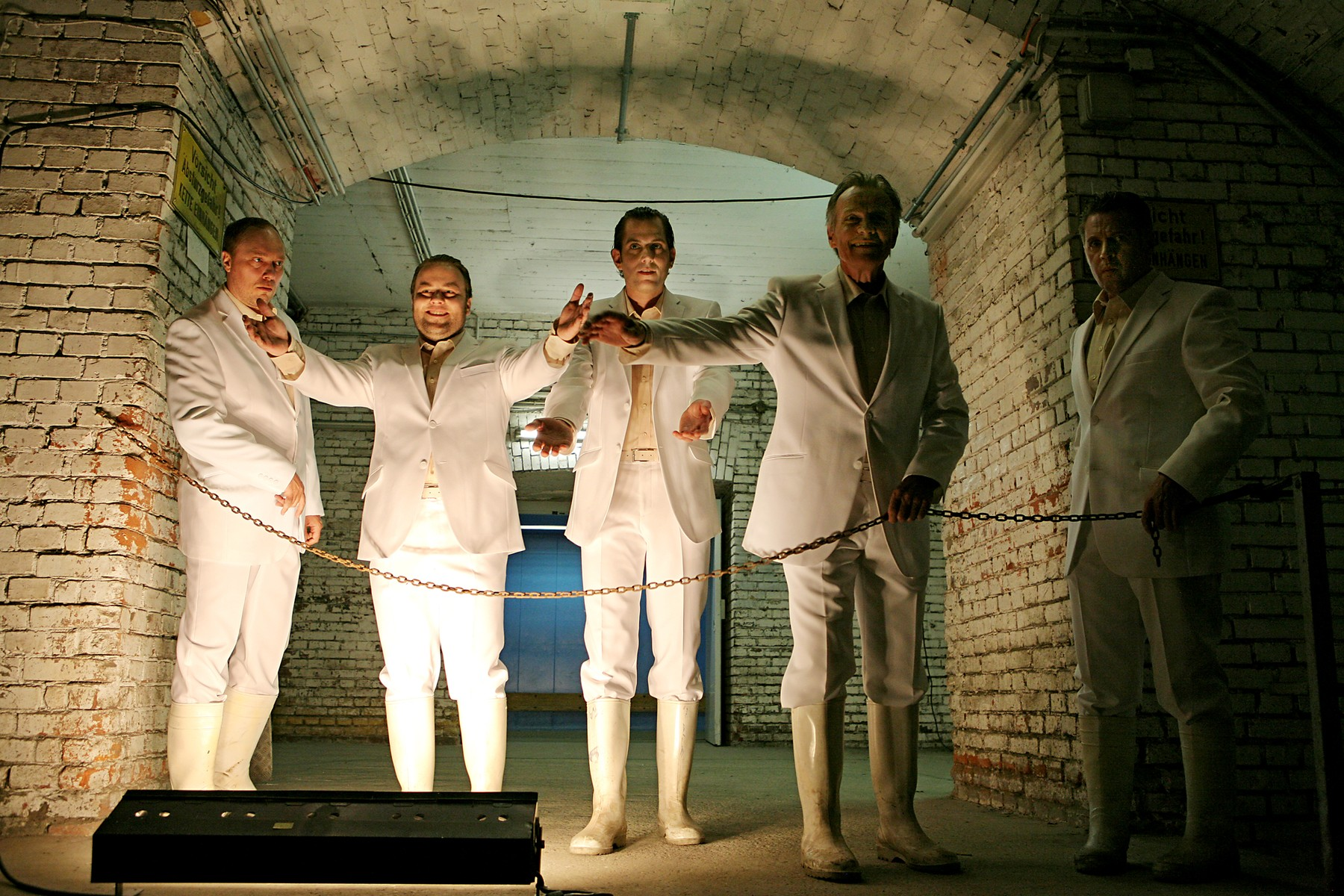
Inszenierung der Ermittlung auf dem Reichsparteitagsgelände am Staatstheater Nürnberg, Juni 2009, Regie: Kathrin Mädler (Fotografin: Marion Bührle)

Am 29. April 1964 wurde ein Weiss-Drama mit dem Titel Die Verfolgung und Ermordung Jean Paul Marats dargestellt durch die Schauspielgruppe des Hospizes zu Charenton unter Anleitung des Herrn de Sade uraufgeführt. Regie führte der polnische Regisseur Konrad Swinarski am Berliner Schillertheater. Das Stück lebte von dem „Konflikt zwischen dem bis zum Äußersten geführten Individualismus und dem Gedanken an eine politische und soziale Umwälzung.“ Dieser Konflikt manifestiert sich in der fiktiven Konfrontation des Revolutionärs Jean Paul Marat mit dem Genussmenschen de Sade über das Thema Gewalt in Form einer spielerischen Reprise der anderthalb Jahrzehnte zurückliegenden Ermordung Marats in der Zeit der napoleonischen Restauration des Jahres 1808. Marat/Sade – so der Kurztitel des Stückes – war weltweit erfolgreich und wurde 1966 mit dem US-amerikanischen Theater- und Musicalpreis Tony Award für das „Beste Theaterstück“ ausgezeichnet.
Das nächste Theaterstück von Weiss, Die Ermittlung (Untertitel: „Oratorium in elf Gesängen“), befasste sich mit den Auschwitzprozessen in Frankfurt am Main. Eine Uraufführung sagte Peter Palitzsch für das Staatstheater Stuttgart zu. Angesichts der außerordentlichen Bedeutung des Stoffes regte der Intendant der Freien Volksbühne Berlin und Nestor des politischen Theaters, Erwin Piscator, im Mai 1965 gegenüber dem Suhrkamp-Theaterverlag eine offene Uraufführung an. Die Simultan-Premiere des Stückes wurde für den 19. Oktober 1965 vereinbart, den 75. Jahrestag der ersten Aufführung der Berliner Volksbühne. 14 Bühnen in beiden Teilen Deutschlands sowie die Royal Shakespeare Company in London nahmen an der Ring-Uraufführung teil. Ebenso wie bereits von Inszenierungen des Marat/Sade entstanden auch von der Ermittlung filmische Aufzeichnungen.
1967 brachte Weiss sein politisches Musical Gesang vom lusitanischen Popanz, das sich kritisch mit der portugiesischen Kolonialherrschaft auseinandersetzt, auf die Bühne und nahm am Russell-Tribunal gegen den Vietnamkrieg in Stockholm und Roskilde teil. Einer der so genannten ‚Richter‘ des Russell-Tribunals war der französische Philosoph Jean-Paul Sartre. Weitere Uraufführungen folgten: die als Drama bezeichnete szenische Collage Viet Nam Diskurs in Frankfurt am Main (1968) und das analytische Drama Trotzki im Exil in Düsseldorf (1970), das angesichts seiner Kritik am autoritären Stalinismus und der Aktualisierung der ‚Dissidenten‘-Thematik in beiden Teilen Deutschlands abgelehnt wurde.
Erste gesundheitliche Probleme äußerten sich in einem Herzinfarkt, den Peter Weiss mit 53 Jahren am 8. Juni 1970 erlitt. Seine szenische Biografie Hölderlin wurde 1971 in Stuttgart uraufgeführt. Weiss’ drittes Kind Nadja kam 1972 zur Welt. Der Autor reiste 1974 nach Moskau zum sowjetischen Schriftstellerkongress und nach Wolgograd. Auf Anregung des schwedischen Regisseurs Ingmar Bergman verfasste Weiss im selben Jahr eine Bühnenfassung von Franz Kafkas unvollendetem Roman Der Prozess, die sich eng an die Vorlage anlehnte und im folgenden Jahr in Bremen uraufgeführt wurde.

### Erinnerungspolitisches Spätwerk

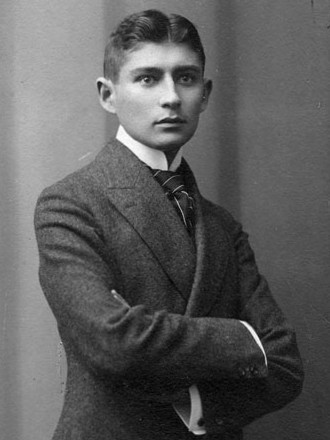
Wie schon in Fluchtpunkt, Die Ästhetik des Widerstands und Der Prozess setzte sich Weiss auch in Der neue Prozess 1982 ausgiebig mit Kafka auseinander.

1975 erschien der erste Band von Peter Weiss’ Hauptwerk Die Ästhetik des Widerstands, an dem er ab 1972 gearbeitet hatte. Das Romanprojekt stellte den Versuch dar, die historischen und gesellschaftlichen Erfahrungen und die ästhetischen und politischen Erkenntnisse der Arbeiterbewegung in den Jahren des Widerstands gegen den Faschismus aufzuarbeiten und zu vermitteln. Der als Autor des Marat/Sade ehedem gefeierte Weiss erlebte zunächst vielfach Ablehnung durch die bundesdeutschen Feuilletons. Er „habe seine ästhetischen Maßstäbe und damit seine Identität als Künstler der politischen Parteinahme geopfert; er habe in ‚Nibelungentreue‘ zur Sowjet-Union die inneren Widersprüche der Linken vertuscht; er habe schließlich keine individuelle Personenzeichnung, keine lebendige Handlung – kurz: keine romanhafte Gestaltung zuwege gebracht.“ Als in den Jahren 1978 und 1981 Band zwei und drei der Ästhetik publiziert wurden, führte die nunmehr einsetzende breitere Diskussion zu einem auffälligen Bewertungswandel und zu mehrheitlich positiven Besprechungen.
Kurz vor seinem Tod einigten sich Peter Weiss und Wolfgang Fritz Haug, der Herausgeber der Zeitschrift Das Argument, auf eine Zusammenarbeit. Bis dahin hatte Das Argument bereits mit zahlreichen Schriftstellern wie Christa Wolf, Erich Fried, Wolf Biermann, Volker Braun und Elfriede Jelinek kooperiert. 1981 erschienen Weiss’ tagebuchartige Notizbücher 1971–1980, die unter anderem den Arbeitsprozess an der Ästhetik des Widerstands verdeutlichten, wenig später (postum) gefolgt von den Notizbüchern 1960–1971. Weiss wurde mit den Literaturpreisen der Städte Köln und Bremen geehrt. 1982 wurde das Stück Der neue Prozess nach Franz Kafka unter der Regie des Autors in Stockholm uraufgeführt.
Am 2. Mai 1982 lehnte Weiss die ihm angetragenen Ehrendoktorwürden der Wilhelm-Pieck-Universität Rostock und der Philipps-Universität Marburg ab. Kurze Zeit nach der Premiere von Der neue Prozess starb er am 10. Mai 1982 nach einem Jahrzehnt verzehrender Arbeit an der Ästhetik des Widerstands in einer Stockholmer Klinik an einem Herzinfarkt. Wenige Tage vor seinem Tod hatte er von der Absicht der Deutschen Akademie für Sprache und Dichtung erfahren, ihn mit dem Georg-Büchner-Preis zu ehren, dem bedeutendsten Literaturpreis im deutschen Sprachraum. Die bereits vereinbarte Zusammenarbeit mit Das Argument kam nicht mehr zustande. Die von Wolfgang Fritz Haug mitinitiierte Berliner „Volksuni“ widmete unter dem Eindruck der Todesnachricht ihre Abschlussveranstaltung Peter Weiss und machte sich in der Folge mit Sammelbänden und Tagungen um die Verbreitung der Ästhetik des Widerstands verdient.
Den Nachlass von Peter Weiss verwahrt seit 1986 die Stiftung Archiv der Akademie der Künste (Peter Weiss Archiv).

## Künstlerisches Werk und Wirkung

### Romantisierende Anfänge
Nach dem Tod seiner Schwester Margit 1934 verfasste Weiss erste Selbstverständigungstexte, die nicht veröffentlicht wurden. In diesen frühen neoromantischen Texten musste Weiss „sich erst mühsam durch epigonale Prägungen hindurch zu seiner eigenen Sprache durcharbeiten“. Die ersten, seit den späten 1940er Jahren in schwedischer Sprache veröffentlichten Prosatexte sind von avantgardistischen Autoren der schwedischen Moderne beeinflusst. Diese von einem existentialistischen Lebensgefühl geprägten, in Schwedisch verfassten Texte verliehen Erfahrungen der Heimatlosigkeit und prinzipieller Verlorenheit Ausdruck: Från ö till ö („Von Insel zu Insel“), De besegrade („Die Besiegten“), Dokument I, Das Pariser Manuskript.
Besondere Bedeutung kommt dem 1952 entstandenen „Mikro-Roman“ Der Schatten des Körpers des Kutschers zu, in dem Weiss alltägliche Abläufe deskriptiv zergliederte und zu einer von subjektiver Empfindung befreiten Beschreibungssprache fand. In seiner konsequenten Abgrenzung von traditionellen Erzählverfahren korrelierte der Kutscher-Text bei seinem Erscheinen 1960 mit der Beschreibungsliteratur dieser Jahre. Er fiel „nun als avantgardistische Prosa verspätet in die Rezeption des nouveau roman.“
Nach dem Tod der Eltern traten autobiografische, psychoanalytisch geschulte Prosatexte in den Vordergrund (Kopenhagener Journal, Abschied von den Eltern, Fluchtpunkt), die gerade in ihrem vergleichsweise konventionellen Erzählmuster manche Kritiker befremdeten. In diesen Texten suchte Weiss sich seiner Kindheits- und Jugenderlebnisse zu vergewissern und seine Sozialisationsgeschichte vor dem Hintergrund einer unüberbrückbaren Distanz zu seinen Eltern zu ergründen.
Zum Durchbruch verhalf Peter Weiss 1964 das Marat/Sade-Stück. Das Disputierdrama konfrontiert die gnadenlos individualistische Haltung des Marquis de Sade mit dem revolutionären Fanatismus des Jean Paul Marat und seines Parteigängers Jacques Roux. Im Stück ereifern sich die beiden weltanschaulichen Opponenten über Sinn und Unsinn von Revolutionen und Gewalt sowie über die Frage nach einer gerechten Wirtschafts- und Werteordnung. Damit alternierend trägt der Chor, den de Sade aus Anstaltsinsassen rekrutiert, die Sorgen der armen Stadtbevölkerung dem Nationalkonvent vor – und mithin dem Publikum im Theater. Durch das Niederreißen der „vierten Wand“ durch den dritten Stand entfaltet das „Stück im Stück“ seinen entgrenzenden Charakter. Der Intendant des Schillertheaters Berlin, Boleslaw Barlog, hatte das Werk zunächst mit großer Skepsis aufgenommen. Doch legte der von ihm beauftragte polnische Regisseur Konrad Swinarski, der noch nicht lange im Westen angekommen war, mit seiner Uraufführung am 29. April 1964 in West-Berlin das Fundament für den Welterfolg des Stückes. Der „Spiegel“ bilanzierte nach der Uraufführung des Marat/Sade anerkennend: „Auf der Bühne wurde geliebt, gebetet, gesegnet, gesungen, getanzt, gebadet, geduscht, gestritten, gefoltert, gepeitscht, gemordet, geköpft, Akrobaten traten auf, Pantomimen, ein Jongleur, Nonnen, eine Musikkapelle saß auf der Bühne und wich nicht.“

### Konfigurationen des Politischen
Mehrfach äußerte Weiss sich theoretisch zu seiner Theaterarbeit und beschrieb in den programmatischen Texten Das Material und die Modelle (1968) und Alle Zellen des Widerstands miteinander verbinden (1973) eine Dramaturgie von möglichst direkter Wirksamkeit, die die Bühne zu einem Instrument politischer Meinungsbildung machen solle. Den Anspruch, „dass Kunst die Kraft haben muss, das Leben zu verändern,“ hatte er bereits 1965 in dem als „Auschwitz-Oratorium“ bezeichneten Werk Die Ermittlung einzulösen versucht, das den ersten Frankfurter Auschwitzprozess von 1963 bis 1965 mit den Mitteln des dokumentarischen Theaters thematisiert. In elf Gesängen lässt Weiss die Zeugen (d. h. die Opfer) anonym auftreten, wohingegen die Angeklagten und ehemaligen SS-Aufseher unter ihren Echtnamen auftreten. Der Autor stellt die Aussagen von Tätern, Zeugen und Richtern einander so gegenüber, dass die Widersprüche in den Aussagen der Täter aufgedeckt werden. Gleichzeitig klären die Zeugen den Zuschauer über die Gräueltaten im Konzentrations- bzw. Vernichtungslager auf. Der extrem versachlichte Bühnentext provozierte anonyme Schmäh- und Drohbriefe gegen den Autor und die Regisseure der Uraufführungsinszenierungen. Obwohl zahlreiche Bühnen bis auf West-Berlin, Essen, Köln, München und Rostock Die Ermittlung 1965/66 nur kurzzeitig auf dem Spielplan beließen, hat sich der Erinnerungstext seitdem als konsequentes Stück Literatur über den Holocaust auf deutschen Bühnen behauptet.

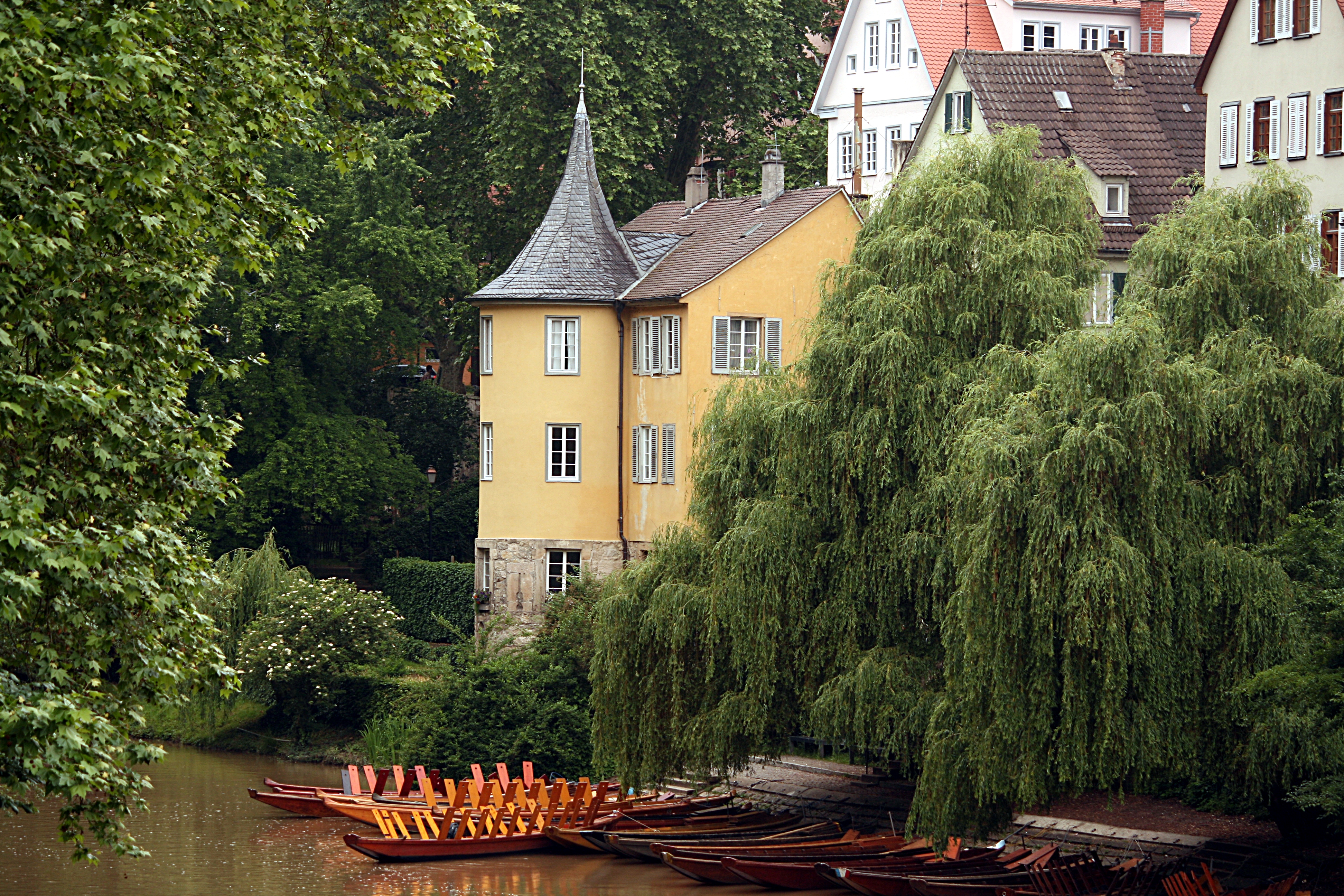
Tübinger Hölderlinturm, letzter Handlungsort des Hölderlin (1970/1971), in dem Weiss den Lyriker als ‚missverstandenen Märtyrer‘ der Goethezeit zeigte.

Die vertiefte Auseinandersetzung mit der Verdrängungspraxis der deutschen Nachkriegsgesellschaft in der Ermittlung ging mit einem Prozess der Politisierung des Autors einher. In seinen programmatischen 10 Arbeitspunkten eines Autors in der geteilten Welt bezog Weiss 1965 für die sozialistische Seite im antagonistischen Ost-West-Konflikt Position und schalt die deutschen Schriftsteller für mangelndes Engagement im Kampf gegen das Vergessenwollen, den Militarismus und Nationalismus. Die ab 1967 folgenden Bühnentexte zeugten ganz im Sinne der 10 Arbeitspunkte von einer politisch-moralischen Stellungnahme für die aufbegehrenden Unterdrückten der Geschichte.
Der politisch akzentuierten Dramaturgie, die Weiss in den späten 1960er Jahren verfolgte, dienten Topoi wie Angola als Beispiel für Geschäfte im Namen des Abendlandes (Gesang vom lusitanischen Popanz) und Vietnam zur Veranschaulichung einer mehrtausendjährigen „Geschichte der Machtergreifungen, Kolonisierungen und Befreiungen“ (Viet Nam Diskurs). Obwohl Botho Strauß Weiss’ Vietnam-Stück 1968 als eines „der spektakulärsten Theaterereignisse der Saison“ wertete, musste Weiss doch kurz darauf eingestehen, dass „der Weg, der ihn zum ‚Vietnam-Diskurs‘ geführt habe, zwar notwendig gewesen sei, aber nun nicht mehr weiter beschritten werden könne.“
In Abwendung von einer Dramaturgie der Dokumentarstücke, deren zunächst nüchtern konstatierender Duktus einer zunehmend agitativen Handschrift gewichen war, kehrte Weiss zu einer Dramenstruktur zurück, die wieder klassische Protagonisten in den Mittelpunkt rückte. Anhand der beiden Intellektuellengestalten Leo Trotzki und Friedrich Hölderlin arbeitete Weiss in Konfrontation zum offiziellen Geschichtsbild der Sowjetunion eine unbewältigte Revolutionsvergangenheit auf (Trotzki im Exil) und reflektierte die grundsätzliche Problematik der Revolution (Hölderlin). Eine Wiederholung der außerordentlichen Erfolge der mittleren 1960er Jahre gelang mit diesen Stücken nicht. In seinen letzten dramatischen Arbeiten überführte Weiss die hermetische Welt von Franz Kafkas Romanfragment Der Prozess in die Gegenwart multinationaler Konzerne und politischer Macht- und Überwachungsapparate (Der Prozess, Der neue Prozess).

### „Die Ästhetik des Widerstands“

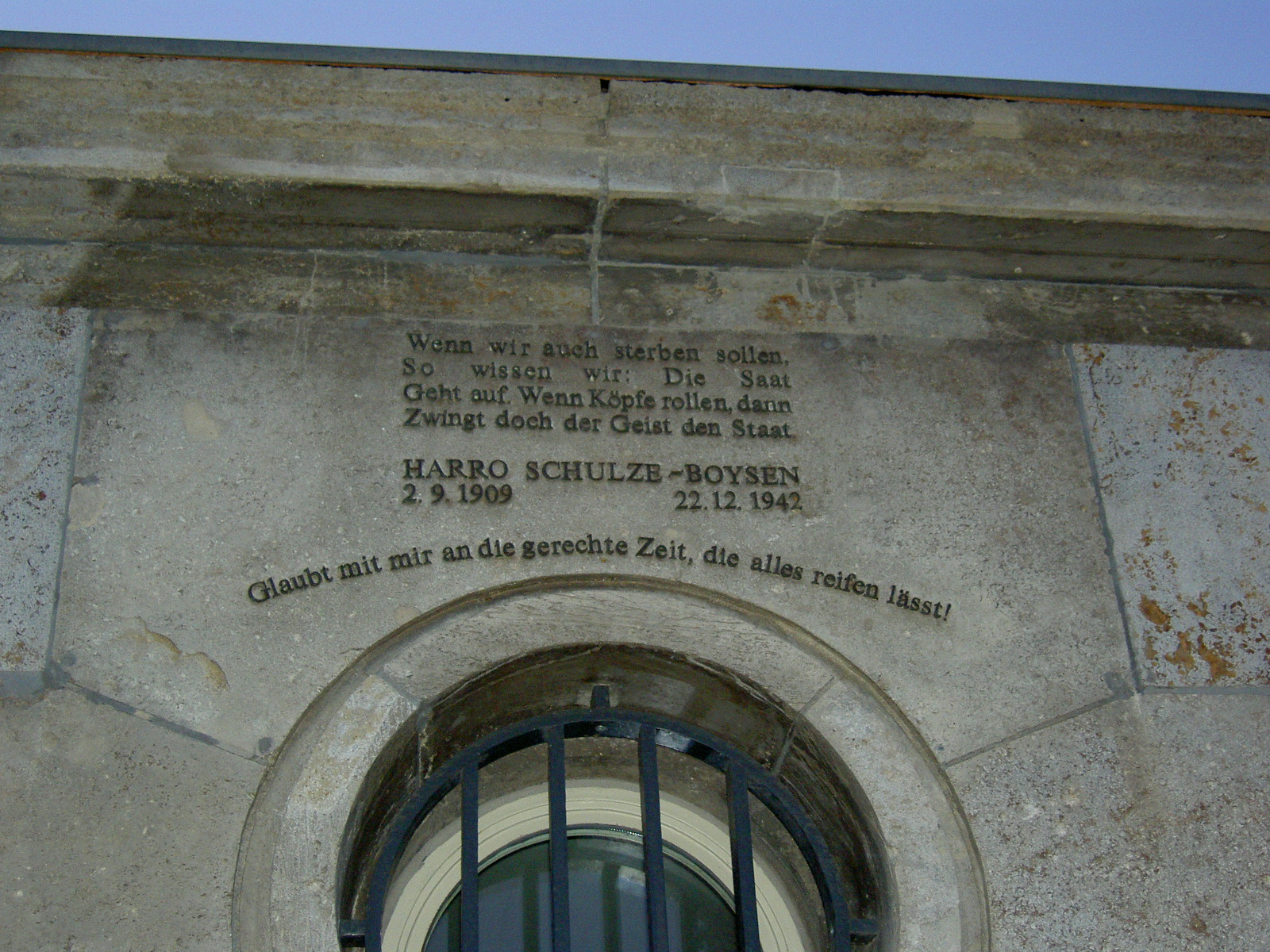
Zitat von Harro Schulze-Boysen, einem der Handlungsträger der Ästhetik des Widerstands, am Bundesministerium der Finanzen

Das dreibändige Werk Die Ästhetik des Widerstands, das in den Jahren zwischen 1975 und 1981 veröffentlicht wurde, reflektiert die Debatten und Konflikte innerhalb der kommunistischen und antifaschistischen Bewegung zur Zeit der nationalsozialistischen Herrschaft. Vordergründig erzählt der Roman die Geschichte eines 1917 geborenen Arbeitersohns in NS-Deutschland und in der Emigration. Dieser fiktive Ich-Erzähler durchläuft eine Entwicklung hin zum Autor und Chronisten des antifaschistischen Kampfs. Er verkörpert die politische wie die künstlerische Verantwortung gegenüber einem geschichtsphilosophischen Auftrag: „der umfassenden Selbstbefreiung der Unterdrückten“. Ein Kernanliegen der im Zeitraum zwischen 1937 und 1945 angesiedelten Trilogie bildet die Reflexion des Verhältnisses von Kunst und Politik. Anhand von Werken der bildenden Kunst und der Literatur entwickelt Weiss Modelle für die Aneignung des proletarischen Kampfes gegen die Unterdrückung. Dabei verfolgt der Gesprächsroman im Sinne kritischer Selbstvergewisserung stets auch die Auseinandersetzung mit den Widersprüchen und Fehlern linker Politik sowie mit dem historischen Scheitern der Arbeiterbewegung.
Während der institutionalisierte Kulturbetrieb die Bedeutung der Trilogie erst nach und nach würdigte, wurde Die Ästhetik des Widerstands unter Linken in West- und Ostdeutschland bald populär. Das Werk entwickelte sich im deutschsprachigen Raum zum Kristallisationspunkt politisch-ästhetischer Lektürekurse und Diskussionsveranstaltungen. Eine Art Initialzündung für diese Rezeptionsform war die Berliner „Volksuni“ 1981. Dort fanden sich bereits mehrere Lesekreise zusammen, teilweise aus Studenten und Dozenten, teilweise aus außeruniversitären, insbesondere linksgewerkschaftlichen Kreisen. Zur Anziehungskraft von Weiss’ dreibändigem Hauptwerk trug bei, dass der Autor jüngere deutsche Geschichte aus der Perspektive des Widerstands gegen den Nationalsozialismus erzählte. Der monumentale Roman über die faschistische Epoche in Europa stellte ein Identifikationsangebot bereit, das im Kontext der Debatte um die Vergangenheitsbewältigung große Akzeptanz fand. In der DDR wurden alle drei Bände der Ästhetik des Widerstands 1983 in einer auf 5000 Exemplare beschränkten Erstauflage des Henschel Verlags veröffentlicht. Das Werk war bis zu einer Zweitauflage im Jahr 1987 infolgedessen nur unter Schwierigkeiten erhältlich. Angesichts der außergewöhnlich breiten Rezeption der Trilogie hat Gerhard Scheit Die Ästhetik des Widerstands als den „letzten gemeinsamen Nenner“ der deutschen Linken bezeichnet.

### Bildende Kunst und Experimentalfilm

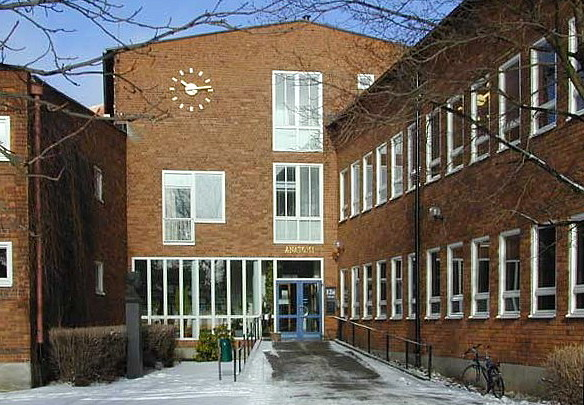
Für das Karolinska Institutet in Solna bei Stockholm führte Weiss 1944 das Wandgemälde Das Institut arbeitet aus.

Weiss’ Malerei und seine grafischen Arbeiten zeichnen sich durch eine eher düstere, „altmeisterliche“ Ausrichtung aus. Sie sind von einer gegenständlichen, ins Allegorische hinüberspielenden Malweise geprägt, die sich vom Expressionismus ebenso beeinflusst zeigt wie von den alten Meistern Hieronymus Bosch und Pieter Brueghel. „Kompositorisch werden Selbstbildnis und Selbstdeutung mit dem Blick auf eine Totalität verbunden, die ein Gemälde von 1937 im Titel direkt anspricht: Das Große Welttheater (es befindet sich seit 1968 im Besitz des Moderna Muséet in Stockholm). Die Probleme der künstlerischen Existenz – und ihr Gegensatz zur bürgerlichen, von Katastrophen bedrohten Welt – werden hier sehr früh thematisch und bleiben es in gewissen Sinne im Gesamtwerk des Dichters und Malers.“
Eine erste Ausstellung im Mai 1941 im Stockholmer Hafen- und Kontorviertel Norrmalm (Brunkebergstorg) wurde aus Weiss’ Sicht wenig freundlich aufgenommen. Drei Jahre später hingegen wurde gerade Weiss’ Gemälden auf der Gemeinschaftsausstellung „Konstnärer i landsflykt“ („Künstler im Exil“) Anerkennung zuteil. In folgenden Arbeiten suchte Weiss den Anschluss an die künstlerische Moderne. In bildnerischen Collagen und Illustrationen zu seinen Prosabüchern verband Weiss dokumentarische und visionäre Elemente.
Angesichts der als allzu statisch empfundenen Grenzen der Bildenden Kunst wandte Weiss sich zwischen 1952 und 1961 filmästhetischen Experimenten zu. Seine kinematografischen Ambitionen überschrieb er explizit mit dem Begriff des Avantgardefilms (so der Titel einer programmatischen Schrift von 1956). Es entstanden sechs surrealistische und fünf dokumentarische Kurzfilme. Letztere befassten sich mit Außenseitergruppen der skandinavischen Wohlfahrtsgesellschaft, führten jedoch im Fall von Enligt lag (dt.: Im Namen des Gesetzes) 1957 aufgrund ‚pornografischer‘ Freizügigkeit zum Konflikt mit der staatlichen Filmzensur. Zudem drehte Weiss 1958/59 den 80-minütigen Spielfilm Hägringen, eine Adaption seiner frühen Prosaarbeit Der Verschollene / Dokument I über die Begegnung eines fremden Jugendlichen mit der großen Stadt.
Mit dem Spielfilm Svenska flickor i Paris (Schwedische Mädchen in Paris) folgte 1960 eine erfolglose kommerzielle Produktion. Die Arbeit an diesem, am Rande auch die surrealistische Kunst Tinguelys reflektierenden Spielfilm war von einem grundsätzlichen Dissens zwischen dem Produzenten Lars Burman und dem Regisseur Weiss über die filmische Wirkungsabsicht überschattet. Weiss distanzierte sich nachträglich von diesem Experiment im kommerziellen Bereich. Seit den 1980er Jahren sind Weiss’ filmische Arbeiten auf verschiedenen Filmtagen auch einer deutschen Öffentlichkeit vorgestellt worden (Internationales Forum des jungen Films, 1980; Nordische Filmtage Lübeck, 1986 etc.).
Wenngleich Weiss zu keinem Zeitpunkt von seiner Tätigkeit als bildender Künstler zu leben vermochte und den überwiegend in Schweden entstehenden filmischen Arbeiten trotz verschiedener Auszeichnungen auch bei internationalen Wettbewerben nachhaltige Resonanz versagt blieb, wurde ihm vom Berliner Senat unmittelbar vor dem Marat/Sade-Erfolg die Funktion des Gründungsdirektors der in Aufbau befindlichen Filmakademie in West-Berlin (dffb) angetragen. Wie sich der von Peter Weiss an seiner statt vorgeschlagene Gründungsdirektor Erwin Leiser erinnerte, lehnte Weiss jedoch „ab, weil er vor dem Gedanken an administrative Arbeit und ständige Konfrontation mit deutscher Bürokratie zurückschreckte.“ Weiss wollte „lediglich als künstlerischer Berater“ für die Filmakademie tätig sein.
Bereits seit dem Prosatext Duellen in den frühen 1950er Jahren prägten filmästhetische Qualitäten Weiss’ Prosatexte maßgeblich. Noch Jahrzehnte nach Weiss’ Abwendung vom Experimentalfilm als Kunstform blieb die Übernahme visueller Techniken aus dem filmischen Bereich eine Konstante seiner literarischen Arbeit.

### Weiss-Rezeption im Wandel

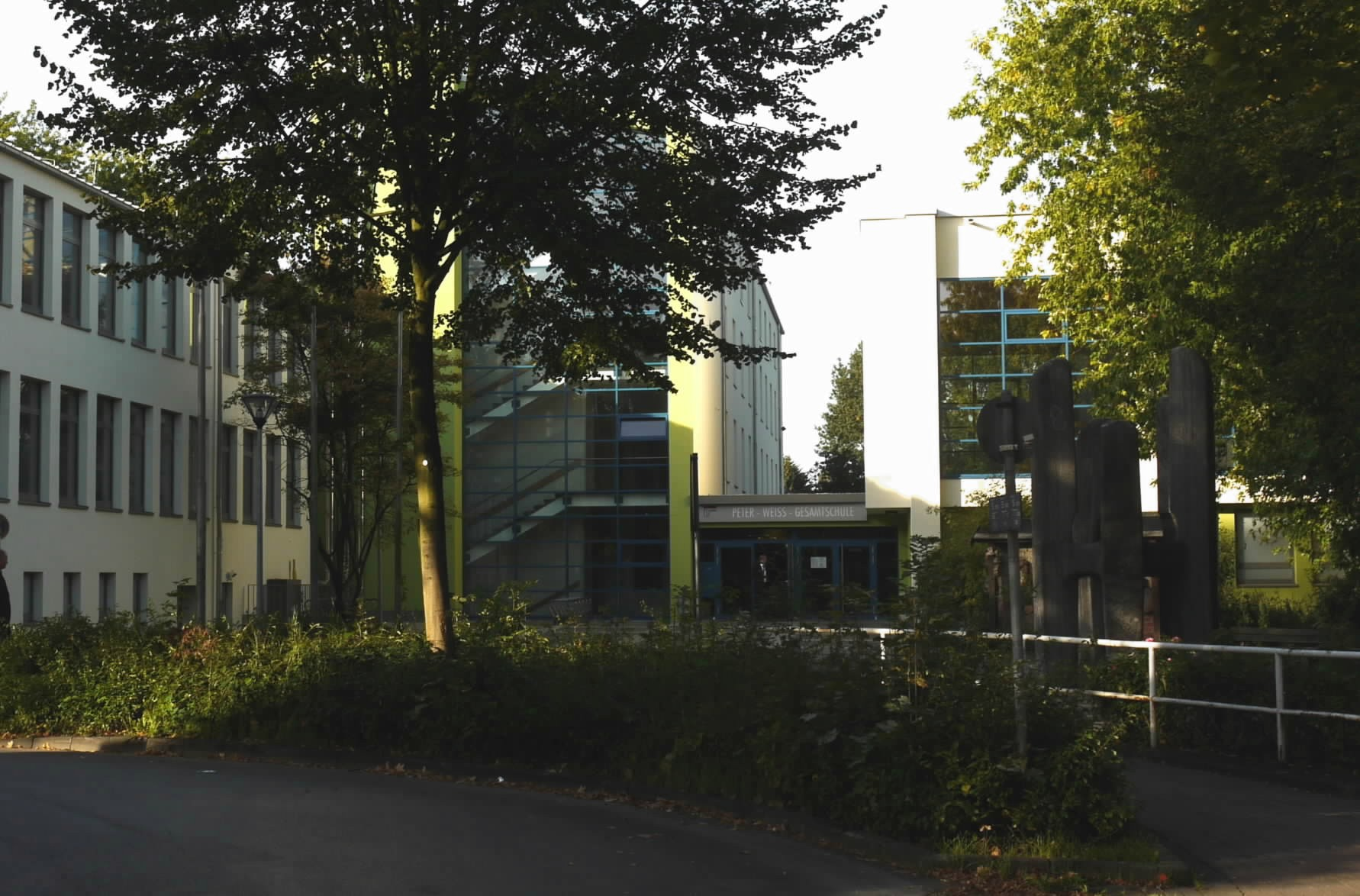
Die Peter-Weiss-Gesamtschule Unna erhielt 1991 ihren heutigen Namen.

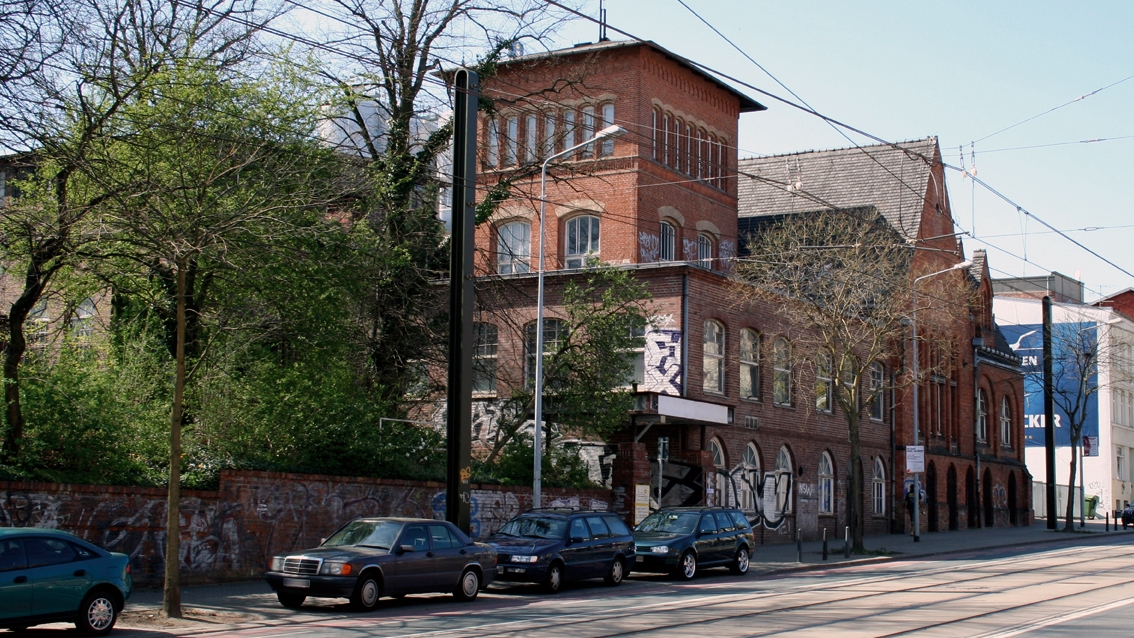
Das Rostocker Haus der Freundschaft heißt seit 2009 Peter-Weiss-Haus.

Der künstlerische Erfolg von Weiss ist mit seinen literarischen Arbeiten verbunden. Erst spät kam es daneben zu einer Wiederentdeckung des Autors als künstlerischem „Grenzgänger“. War Weiss ursprünglich als Autor avantgardistischer Prosa und politischer Schauspiele wahrgenommen worden, rückten durch einschlägige Ausstellungen und Aufführungen seiner Experimentalfilme seit den 1980er Jahren verstärkt auch seine Arbeiten als Bildender Künstler und als Filmemacher ins öffentliche Bewusstsein. Zugleich kam es zu „Wandlungen der Aufnahmebedingungen von Weiss’ Werk“ und zu einer Ausdifferenzierung der Deutungsansätze seiner Arbeiten. Zu den neueren thematischen Zugängen jenseits der Würdigung des avantgardistischen und politischen Autors und der intermedialen Bezüge seiner Texte zählen die Auseinandersetzung mit sich mehrstimmig äußernden Ansprüchen auf Selbstbestimmung oder interkulturelle Perspektiven innerhalb von Weiss’ Werk.
Zu der Wirkungsgeschichte des weissschen Œuvres zählen mehrere kulturelle Initiativen, die sich der Tradierung seines Kunstbegriffs verschrieben haben. Seit 1989 widmet sich die „Internationale Peter Weiss-Gesellschaft“ der Pflege und Erforschung des literarischen, filmischen und bildkünstlerischen Werks von Peter Weiss sowie der Unterstützung und Förderung kultureller und politischer Initiativen im Sinne des Künstlers. Die Stadt Bochum zeichnet seit 1990 Theater- und Filmregisseure, Schriftsteller und bildende Künstler mit dem „Peter-Weiss-Preis“ aus. Dieser in zweijährlichem Turnus verliehene Kulturpreis ist mit 15.000 Euro dotiert. 1993 wurde in Berlin eine „Peter-Weiss-Stiftung für Kunst und Politik“ gegründet. Das Ziel der Stiftung, die Trägerin des internationalen literaturfestivals berlin ist, besteht in der Förderung von Kunst, Kultur und politisch-ästhetischer Bildung.
Darüber hinaus tragen eine Gesamtschule in Unna (seit 1991), eine Berliner Spezialbibliothek (seit 2002), ein Kulturhaus in Rostock (seit 2009), ein Platz und eine Gasse in Berlin (seit 1995/2007), eine Straße in der Bremer Neustadt (seit 2009) sowie je ein Platz in Potsdam-Babelsberg (seit 2010) und in Stockholm (seit 2016) den Namen des Schriftstellers. An Weiss’ Geburtshaus in der heutigen Potsdamer Rudolf-Breitscheid-Straße 232 befindet sich seit 1996 eine Erinnerungstafel. Eine Unterkunft für Geflüchtete in der Grünenstraße 120 in Bremen wurde 2016 nach ihm - Peter-Weiss-Haus - benannt.
Als Übersetzer der Werke von Peter Weiss wurde der sowjetische Germanist, Schriftsteller und Übersetzer Lew Ginsburg bekannt.

## Auszeichnungen
- 1938: Preis der Prager Akademie der Bildenden Künste für Das große Welttheater und Gartenkonzert
- 1963: Charles-Veillon-Preis für Fluchtpunkt (Lausanne)
- 1965: Lessing-Preis der Freien und Hansestadt Hamburg
- 1965: Literaturpreis der schwedischen Arbeiterbildungsbewegung (svenska arbetarrörelsens litteraturpris)
- 1966: Heinrich-Mann-Preis der Deutschen Akademie der Künste, Berlin (DDR)[57]
- 1966: New York Drama Critics’ Circle Award (Best Play) für Marat/Sade
- 1966: Tony Award for Best Play für Marat/Sade
- 1967: Carl-Albert-Anderson-Preis (Stockholmer Kulturpreis)
- 1978: Thomas-Dehler-Preis des Bundesministeriums für innerdeutsche Beziehungen
- 1981: Preis des Südwestfunk-Literaturmagazins
- 1981: Literaturpreis der Stadt Köln (Heinrich-Böll-Preis)
- 1982: Literaturpreis der Stadt Bremen für Die Ästhetik des Widerstands (siehe Eingangsfoto)
- 1982: De Nios-Preis („Kleiner Nobelpreis“) verliehen, aber nicht überreicht
- 1982: Georg-Büchner-Preis für Weiss‘ weitgespanntes Werk (postum am 15. Oktober 1982)
- 1982: Schwedischer Theaterkritikerpreis (svenska teaterkritikerpriset) (postum)

## Werkübersicht

### Malerei und Grafik
Ausstellungskataloge
- Peter Weiss. Måleri, Collage, Teckning. 1933–1960. En utställning producerad av Södertälje Konsthall, Sverige. Redaktion: Per Drougge. Södertälje 1976 (schwedisch und deutsch).
- Der Maler Peter Weiss. Bilder, Zeichnungen, Collagen, Filme. Redaktion und Gestaltung: Peter Spielmann. Frölich und Kaufmann, Berlin 1982 (zur Ausstellung im Museum Bochum).
- Peter Weiss als Maler. Katalog zur Ausstellung in der Kunsthalle Bremen, 16. Januar bis 20. Februar 1983. Redaktion: Annette Meyer zu Eissen. Bremen 1983.
- Raimund Hoffmann: Peter Weiss. Malerei, Zeichnungen, Collagen. Henschelverlag Kunst und Gesellschaft, Berlin 1984.
- Peter Weiss. Leben und Werk. Eine Ausstellung. Akademie der Künste, Berlin 24. Febr. bis 28. Apr. 1991. Hrsg. von Gunilla Palmstierna-Weiss und Jürgen Schutte. Suhrkamp, Frankfurt am Main 1991.

Illustrationen eigener und fremder Prosa
- 1938: Hermann Hesse: Kindheit des Zauberers. Ein autobiographisches Märchen. Handgeschrieben, illustriert und mit einer Nachbemerkung von Peter Weiss. Faksimile. Insel  Frankfurt am Main 1974 (Insel Taschenbuch 67).
- 1938: Hermann Hesse: Der verbannte Ehemann oder Anton Schievelbeyn’s ohnfreywillige Reisse nacher Ost-Indien. Handgeschrieben und illustriert von Peter Weiss. Insel, Frankfurt am Main 1977 (Insel Taschenbuch 260). (26 Zeichnungen)
- 1947: Från ö till ö: teckningar av författaren. Bonnier, Stockholm (= Von Insel zu Insel. Frölich & Kaufmann, Berlin 1984). (4 Illustrationen)
- 1951: Duellen. Privatdruck Stockholm 1953 (= Das Duell. Suhrkamp, Frankfurt am Main 1972) (10 Federzeichnungen).
- 1958: Nils Holmberg: Tusen och en natt. Första delen / Andra samlingen. Tidens bokklubb, Stockholm. (Zweibändige schwedische Ausgabe von Tausend und eine Nacht mit 16 + 12 Collagen)
- 1960: Der Schatten des Körpers des Kutschers. Suhrkamp, Frankfurt am Main. (7 Collagen)
- 1963: Diagnos. Staffanstorp: Cavefors (= deutsche Neuausgabe Abschied von den Eltern. Suhrkamp, Frankfurt am Main 1980). (8 Collagen)

### Filme (Auswahl)
In frühen Experimentalfilmen zeichnete Peter Weiss nicht nur für Buch, Regie und Schnitt verantwortlich, sondern wirkte als Darsteller mit.
- 1952: Studie I: Uppvaknandet (Svensk Experimentfilmstudio, sw, 6 Min.)
- 1952: Studie II: Hallucinationer (Svensk Experimentfilmstudio, sw, 6 Min.)
- 1953: Studie III (Svensk Experimentfilmstudio, sw, 6 Min.)
- 1955: Studie IV: Frigörelse (Arbetsgruppen för Film, sw, 9 Min.)[58]
- 1955: Studie V: Växelspel (Arbetsgruppen för Film, sw, 9 Min.)
- 1956: Ansikten i skugga (Gesichter im Schatten) (Arbetsgruppen för Film, sw, 13 Min.)
- 1957: Enligt lag (Im Namen des Gesetzes) (Artfilm, sw, 20 Min.)
- 1958: Vad ska vi göranu da? (Was machen wir jetzt?) (Sveriges Socialdemokratiska Ungdomsförbund, sw, 20 Min.)
- 1959: Hägringen / Fata Morgana (nach Weiss’ Erzählung Dokument I / Der Vogelfreie) (Nordisk Tonefilm, sw, 81 Min.)
- 1960/61: Svenska flickor i Paris / Paris Playgirl. (Eine Schwedin in Paris) (Wivefilm, sw, 77 Min. UA Finnland, 15. Juni 1962)

### Prosa

Peter Weiss’ erste Publikation: Från ö till ö. Stockholm: Bonnier 1947 (dt. Von Insel zu Insel), Titelillustration: Peter Weiss

- 1947: Från ö till ö. Bonnier, Stockholm (= Von Insel zu Insel. Berlin 1984).
- 1948: De besegrade. Bonnier, Stockholm (= Die Besiegten. Suhrkamp, Frankfurt am Main 1985).
- 1949: Dokument I. Stockholm: Privatdruck (auch als: Der Vogelfreie) (= Sinclair: Der Fremde. Erzählung. Suhrkamp, Frankfurt am Main 1980).
- 1953: Duellen. Stockholm: Privatdruck (= Das Duell. Suhrkamp, Frankfurt am Main 1972).
- 1956: Avantgardefilm. Wahlström & Widstrand, Stockholm (Svensk Filmbibliotek 7) (= Avantgarde Film, erweiterte deutsche Übersetzung, Suhrkamp, Frankfurt am Main 1995 unter Verwendung eines Typoskripts und einer Teilübersetzung in Akzente Nr. 2/1963).
- 1960: Der Schatten des Körpers des Kutschers. Mikro-Roman. Suhrkamp (= Tausenddruck 3), Frankfurt am Main.
- 1961: Abschied von den Eltern. Erzählung. Suhrkamp. Frankfurt am Main.
- 1962: Fluchtpunkt. Roman. Suhrkamp, Frankfurt am Main.
- 1963: Das Gespräch der drei Gehenden. Fragment. Suhrkamp (= edition suhrkamp 3), Frankfurt am Main.
- 1968/71:  Rapporte /  Rapporte 2. Gesammelte kleine Arbeiten aus Zeitschriften, Suhrkamp (= edition suhrkamp 276 / 444), Frankfurt am Main.
- 1975–1981: Die Ästhetik des Widerstands. Roman. Suhrkamp, Frankfurt am Main (Erster Band: 1975. Zweiter Band: 1978. Dritter Band: 1981) (= Die Ästhetik des Widerstands. Bearbeitung und Regie: Karl Bruckmaier. Der Hörverlag, München 2007).
- 1981/82: Notizbücher. 1971–1980 / Notizbücher. 1960–1971. Zwei Bände. Suhrkamp (= edition suhrkamp 1067 / 1135), Frankfurt am Main.
- 1991: Rekonvaleszenz. Mit drei Collagen vom Autor.

postum erschienen
- 2000: Die Situation. Roman. Aus dem Schwedischen von Wiebke Ankersen. Suhrkamp (entstanden: 1956), Frankfurt am Main.
- 2006: Das Kopenhagener Journal. Kritische Ausgabe. Hrsg. von Rainer Gerlach, Jürgen Schutte. Wallstein (entstanden: 1960), Göttingen.
- 2008: Füreinander sind wir Chiffren. Das Pariser Manuskript von Peter Weiss. Hrsg. von Axel Schmolke. Rotbuch 2008 (entstanden: 1950), Berlin.
- 2011: Die Notizbücher. Kritische Gesamtausgabe. Hrsg. von Jürgen Schutte in Zusammenarbeit mit Wiebke Amthor und Jenny Willner. Zweite, verb. und erg. Auflage. Röhrig Universitätsverlag, St. Ingbert [Mit den Notizbüchern 1960–1971 und den Notizbüchern 1971–1980 sowie in der zweiten Auflage mit dem Verzeichnis der Arbeitsbibliothek von Peter Weiss und Gunilla Palmstierna-Weiss]

### Theaterstücke
- 1948: Rotundan (dt.: Der Turm). Uraufführung: Studie-Scenen, Stockholm, 28. September 1950 (Regie: Sten Larsson). Ursendung der Hörspielfassung: Hessischer Rundfunk, 16. April 1962. Deutschsprachige Erstaufführung: Theater am Belvedere, Wien, 2. Dezember 1967 (Regie: Irimbert Ganser)[59]
- 1952: Försäkringen (dt.: Die Versicherung). Uraufführung: Universität Göteborg, Winter 1966. Deutschsprachige Erstaufführung: Städtische Bühnen Essen, 8. April 1971 (Regie: Hans Neuenfels)
- 1963: Nacht mit Gästen. Uraufführung: Schillertheater Berlin, 16. November 1963 (Regie: Deryk Mendel)
- 1962–65: Die Verfolgung und Ermordung Jean Paul Marats dargestellt durch die Schauspielgruppe des Hospizes zu Charenton unter Anleitung des Herrn de Sade. Uraufführung: Schillertheater Berlin, 29. April 1964 (Regie: Konrad Swinarski)
- 1963–68: Wie dem Herrn Mockinpott das Leiden ausgetrieben wird. Uraufführung: Landestheater, Studio im Künstlerhaus, Hannover, 16. Mai 1968 (Regie: Horst Zankl)
- 1964: Inferno (Erstveröffentlichung 2003).[60] Uraufführung: Badisches Staatstheater Karlsruhe, 16. Januar 2008 (Regie: Thomas Krupa)
- 1965: Die Ermittlung. Offene Uraufführung am 19. Oktober 1965 an 14 deutschen Bühnen und der Royal Shakespeare Company, London
- 1965–67: Gesang vom lusitanischen Popanz. Uraufführung: Scala Teatern, Stockholm, 26. Januar 1967 (Regie: Etienne Glaser mit Theaterkollektiv). Deutschsprachige Erstaufführung: Schaubühne am Halleschen Ufer, Berlin, 6. Oktober 1967 (Regie: Karl Paryla)
- 1966–68: Diskurs über die Vorgeschichte und den Verlauf des lang andauernden Befreiungskrieges in Viet Nam als Beispiel für die Notwendigkeit des bewaffneten Kampfes der Unterdrückten gegen ihre Unterdrücker sowie über die Versuche der Vereinigten Staaten von Amerika die Grundlagen der Revolution zu vernichten. Uraufführung: Städtische Bühnen Frankfurt, 20. März 1968 (Regie: Harry Buckwitz) als Viet Nam Diskurs
- 1968–69: Trotzki im Exil. Uraufführung: Düsseldorfer Schauspielhaus, 20. Januar 1970 (Regie: Harry Buckwitz)
- 1970–72: Hölderlin. Uraufführung: Württembergisches Staatstheater Stuttgart, 18. September 1971 (Regie: Peter Palitzsch). Neufassung Hölderlin (Dialog (Buchreihe), Henschel Berlin 1977)
- 1974–76: Der Prozess. Uraufführung: Theater der Freien Hansestadt Bremen, 28. Mai 1975 (Regie: Helm Bindseil) und Vereinigte Städtische Bühnen Krefeld und Mönchengladbach (Regie: Joachim Fontheim)
- 1981–82: Der neue Prozess. Uraufführung: Dramaten, Stockholm, 12. März 1982 (Regie: Gunilla Palmstierna-Weiss und Peter Weiss). Deutschsprachige Erstaufführung: Freie Volksbühne, Berlin, 25. März 1983 (Regie: Roberto Ciulli)

### Werk- und Sammelausgaben
Eine Gesamtausgabe der Werke von Peter Weiss liegt nicht vor.
- 1976/77: Peter Weiss. Stücke I / Stücke II. Frankfurt am Main: Suhrkamp.
- 1977: Peter Weiss. Stücke. Hrsg. und mit einem Nachwort von Manfred Haiduk. Berlin: Henschel.
- 1986: Peter Weiss. In Gegensätzen denken. Ein Lesebuch. Ausgewählt von Rainer Gerlach und Matthias Richter. Frankfurt am Main: Suhrkamp.
- 1986: Peter Weiss im Gespräch. Hrsg. von Rainer Gerlach und Matthias Richter. Frankfurt am Main: Suhrkamp.
- 1991: Peter Weiss: Werke in sechs Bänden. Hrsg. vom Suhrkamp Verlag in Zusammenarbeit mit Gunilla Palmstierna-Weiss. Frankfurt am Main: Suhrkamp.
- 2016: Dem Unerreichbaren auf der Spur. Essays und Aufsätze. Berlin: Verbrecher Verlag (versammelt erstmals die auf Schwedisch erschienenen Aufsätze und Essays von Weiss in deutscher Übersetzung[61])

### Briefausgaben
- 1992: Peter Weiss. Briefe an Hermann Lewin Goldschmidt und Robert Jungk 1938–1980. Leipzig: Reclam.
- 2007: Siegfried Unseld, Peter Weiss: Der Briefwechsel. Hrsg. von Rainer Gerlach. Frankfurt am Main: Suhrkamp.
- 2009: Hermann Hesse, Peter Weiss. „Verehrter großer Zauberer“ – Briefwechsel 1937–1962. Hrsg. von Beat Mazenauer und Volker Michels. Frankfurt am Main: Suhrkamp.
- 2010: Diesseits und jenseits der Grenze. Peter Weiss – Manfred Haiduk. Der Briefwechsel 1965–1982. Hrsg. von Rainer Gerlach und Jürgen Schutte. St. Ingbert: Röhrig Universitätsverlag, ISBN 978-3-86110-478-0.
- 2011: Peter Weiss: Briefe an Henriette Itta Blumenthal. Hrsg. von Angela Abmeier und Hannes Bajohr. Berlin: Matthes und Seitz. ISBN 978-3-88221-698-1.

## Rezeption in Film, Rundfunk, Musik und Bildender Kunst
Spielfilme
- Abschied von den Eltern. Regie: Astrid Johanna Ofner. Wien: AFC – Austrian Films, 2017 (80-minütiger Spielfilm nach Weiss‘ gleichnamiger autobiografischer Erzählung)

Filmische Dokumentationen
- Zur Ansicht: Peter Weiss. Regie: Harun Farocki. Berlin: Harun Farocki Filmproduktion, 1979 (44-minütige Darstellung der Arbeit an der Ästhetik des Widerstands).[62]
- Kurzfilme von Peter Weiss. Regie: Harun Farocki. Berlin: Harun Farocki Filmproduktion im Auftrag des WDR, 1982 (80-minütige Einführung in Weiss' filmisches Schaffen; darin die Filme Studie II, Studie IV, Enligt lag, Ansikten i skugga und Vad ska vi göra nu da?).[63]
- Fluchtpunkt Malerei. Der Maler Peter Weiss. Regie: Norbert Bunge, Christine Fischer-Defoy. Berlin: Norbert Bunge Filmproduktion, 1986 (44-minütiger Fernsehfilm über Weiss und seine Malerei, in Kooperation mit dem WDR entstanden).
- Strange walks in and through and out / Ingenting. Regie: Staffan Lamm. Kopenhagen: Film og Lyd Produktion, 1986 (50-minütiges Porträt von Weiss’ filmischer Arbeit).[64]
- Der Unzugehörige: Peter Weiss – Leben in Gegensätzen. Regie: Ullrich Kasten. Berlin, Potsdam etc.: RBB, SWR, DRS, ARTE, 2003 (88-minütiges literarisches Film-Essay; Sonderpreis Kultur des Landes Nordrhein-Westfalen beim Adolf-Grimme-Preis 2004 für Ullrich Kasten und Jens-Fietje Dwars).

Darüber hinaus existieren mehrere Fernsehproduktionen von Weiss’ Texten.
Radio-Features über Peter Weiss
- „Peter Weiss, Sverige och 50-talet“ [„Peter Weiss, Schweden und die 50er Jahre“] Buch und Regie: Jenny Willner. Co-Produktion: Yleisradio, Sveriges Radio P1, 2001, 45 Min.
- „Brecht reichte mir flüchtig die Hand“ – Peter Weiss und die Kampfsignale der Intelligenz. Buch und Regie: Katharina Teichgräber, Produktion: Bayerischer Rundfunk, 2007, 46 Min.
- Peter Weiss, gesamtdeutsch – Eine Originalton-Chronik. Regie: Thomas Kretschmer, Produktion: Bayerischer Rundfunk, 2007, ca. 60 Min.
- Mein Leben ist ein Zwiespalt: Die Umarmung und Verstoßung des Peter Weiss. Ein Feature von Lutz Volke über den merkwürdigen Umgang mit einem sozialistischen Autor in einem sozialistischen Staat. Produktion: Mitteldeutscher Rundfunk, 2010, ca. 60 Min.
- Das Leben – ein Zwiespalt. Eine Lange Nacht über Peter Weiss. Buch und Regie: Lutz Volke, Produktion: Deutschlandfunk, 6. November 2010, ca. 160 Min.
- Peter Weiss zum 100. Geburtstag. „Ich war Fremder, wo ich auch hinkam.“ Buch und Regie: Matthias Kußmann, Produktion: SWR, 8. November 2016, 54:40 Min.[65]

Nicht aufgeführt sind etwa ein Dutzend Hörspielproduktionen nach Werken von Peter Weiss und mehrere Inszenierungsmitschnitte auf LP sowie CD-Hörbücher.
Vertonungen des literarischen und filmischen Werks (ohne Bühnenmusiken, Auswahl)
- Luigi Nono: Ricorda cosa ti hanno fatto in Auschwitz. Uraufführung: 17. März 1967 (Komposition auf Grundlage der Bühnenmusik zu Die Ermittlung, uraufgeführt am 19. Oktober 1965 in Essen, Potsdam, Rostock und West-Berlin).[66] Bühnen- oder Hörspielmusiken zur Ermittlung liegen auch von Paul Dessau und Siegfried Matthus vor.
- Peter Michael Hamel: Kafka-Weiss-Dialoge für Viola und Violoncello (auf Grundlage einer Bühnenmusik zu Der neue Prozeß), Uraufführung: München 1984, Dauer: 25 Min.
- Walter Haupt: Marat. Uraufführung: Staatstheater Kassel, 23. Juni 1984.
- Reinhard Febel: Nacht mit Gästen. Für zwei Soprane, Alt, Tenor, Bariton, Bass und Orchester. Uraufführung: Kieler Oper, 15. Mai 1988, Dauer: 75 Min.
- Frederic Rzewski: The Triumph of Death. Komposition für Stimmen und Streichquartett (1987/88), nach Die Ermittlung. Uraufführung: Yale University, um 1991, deutsche Erstaufführung: Kunstfest Weimar, 30. August 2015.
- Detlef Heusinger:  Der Turm. Musiktheater in vier Szenen (1986/87). Uraufführung: Theater Bremen und Radio Bremen, 24. Januar 1989.
- Gerhard Stäbler: Ruck - Verschie(o)ben Zuck -. Orchesterstücke (eins ins andere gekeilt) mit obligatem Akkordeon (nach Motiven aus Frigörelse). Uraufführung: Essen, 1989.
- Kalevi Aho: Pergamon. Kantate für 4 Orchestergruppen, 4 Rezitatoren und Orgel. Uraufführung: Helsinki, 1. September 1990 (Auftragsarbeit für die Universität Helsinki zur 350-Jahr-Feier der Universität); der Text entstammt in der Hauptsache dem Anfang von Die Ästhetik des Widerstands und verwendet noch zwei Sätze („Wir blicken in eine Vorzeit zurück...“ bzw. „Ihnen, den Unterworfenen...“) vor dem Ende des 1. Absatzes. Die vier Rezitatoren lesen die drei Textauszüge simultan in vier Sprachen: Deutsch, Finnisch, Schwedisch und Altgriechisch.[67]
- Jan Müller-Wieland: Die Versicherung. Uraufführung: Staatstheater Darmstadt, 27. Februar 1999.[68]
- Johannes Kalitzke: Inferno: Oper. Uraufführung: Theater am Goetheplatz, Bremen, 11. Juni 2005.[69]
- Nikolaus Brass: Fallacies of Hope – Deutsches Requiem (2006). Musik für 32 Stimmen in 4 Gruppen mit Textprojektion (ad libitum) aus Die Ästhetik des Widerstands, Dauer: 24 Min.
- Helmut Oehring: Quixote oder Die Porzellanlanze (nach Motiven der Ästhetik des Widerstands). Uraufführung: Festspielhaus Hellerau, 27. November 2008.
- Claude Lenners: Der Turm (Libretto: Waut Koeken). Uraufführung: Les Théâtres de la Ville de Luxembourg, 6. Oktober 2011.
- Friedrich Schenker: Ästhetik des Widerstands I für Bassklarinette und Ensemble. Uraufführung: Gewandhaus (Leipzig), Auftragswerk, 16. Januar 2013.
- Stefan Litwin: Nacht mit Gästen – Eine Moritat in einem Akt als Musiktheater. Uraufführung: Hochschule für Musik Saar, Saarbrücken, Auftragswerk, 21. Oktober 2016.
- Stefan Litwin: Wie dem Herrn Mockinpott das Leiden ausgetrieben wird. Uraufführung: Staatstheater Braunschweig, 5. März 2022.

Rezeption in der Bildenden Kunst
- Fritz Cremer: über 100 Zeichnungen und Druckgrafiken zu Die Ästhetik des Widerstands (1983 bis 1985).
- Hubertus Giebe: Der Widerstand – für Peter Weiss I–III (1984/85–1986/87). Neue National-Galerie, Berlin.
- Rainer Wölzl: Pergamon. Zu Peter Weiss’ „Die Ästhetik des Widerstands“. Wien: Picus 2002.

## Literarische Gesellschaft
Die Internationale Peter Weiss-Gesellschaft (IPWG) ist eine Literarische Gesellschaft, die am 22./23. April 1989 in Karlsruhe gegründet wurde und der Pflege und Erforschung des literarischen, filmischen und bildkünstlerischen Werks von Peter Weiss dient. Der satzungsgemäße Sitz der Gesellschaft ist Berlin. Seit 1989 gibt die Gesellschaft zweimal jährlich die „Notizblätter“ und seit 1992 einmal jährlich das „Peter Weiss Jahrbuch“ heraus.

### Bibliographie
- Peer-Ingo Litschke: Peter-Weiss-Bibliographie (PWB). Internationales Schrifttumverzeichnis der Primär- und Sekundärliteratur unter Einschluss der Bildenden Künste und der Filme mit Berücksichtigung der frühen künstlerischen Versuche. Verlag Mainz, Aachen 2000, ISBN 3-89653-774-1.

### Biographien und Gesamtdarstellungen
- Arnd Beise: Peter Weiss. Reclam, Stuttgart 2002, ISBN 3-15-017633-6 (Werkbiografie).
- Arnd Beise: Weiss, Peter. In: Neue Deutsche Biographie (NDB). Band 27, Duncker & Humblot, Berlin 2020, ISBN 978-3-428-11208-1, S. 694–696 (Digitalisat).
- Volker Canaris (Hrsg.): Über Peter Weiss. 5. Aufl., Suhrkamp, Frankfurt am Main 1981, ISBN 3-518-10408-X, 1970 (= edition suhrkamp; 408).
- Robert Cohen: Peter Weiss in seiner Zeit. Leben und Werk. Metzler, Stuttgart/Weimar 1992, ISBN 3-476-00838-X.
- Jens-Fietje Dwars: Und dennoch Hoffnung. Peter Weiss. Eine Biographie. Aufbau-Verlag, Berlin 2007, ISBN 978-3-351-02637-0.
- Anne E. Dünzelmann: Peter Weiss – Bremer Verortungen. Bibliografie. Books on Demand, Norderstedt 2016, ISBN 978-3-7412-9367-2.
- Henning Falkenstein: Peter Weiss. Band 125 der Reihe Köpfe des 20. Jahrhunderts. Morgenbuch Verlag, Berlin 1996, ISBN 3-371-00392-2.
- Rainer Gerlach (Hrsg.): Peter Weiss. Suhrkamp, Frankfurt am Main 1984, ISBN 3-518-38536-4 (= Suhrkamp-Materialien; 2036).
- Birgit Lahann: Peter Weiss. Der heimatlose Weltbürger. J. H. W. Dietz Nachf. Bonn 2016, ISBN 978-3-8012-0490-7.
- Gunilla Palmstierna-Weiss, Jürgen Schutte (Hrsg.): Peter Weiss. Leben und Werk. Suhrkamp, Frankfurt am Main 1991, ISBN 3-518-04412-5 (Begleitbuch zur gleichnamigen Ausstellung).
- Werner Schmidt: Peter Weiss. Biografie. Suhrkamp Verlag, Berlin 2016, ISBN 978-3-518-42570-1.
- Günter Schütz: Peter Weiss und Paris. Prolegomena zu einer Biographie. Bd. 1: 1947–1966, Röhrig, St. Ingbert 2004 ISBN 978-3-86110-365-3; Bd. 2: 1967–1982, Röhrig, St. Ingbert 2011, ISBN 978-3-86110-405-6.
- Jochen Vogt: Peter Weiss. Mit Selbstzeugnissen und Bilddokumenten. 3. Aufl. Rowohlt, Reinbek 2005, ISBN 3-499-50367-0 (= rowohlts monographien, 50376).
- Rudolf Wolff (Hrsg.): Peter Weiss. Werk und Wirkung. Bouvier, Bonn 1987, ISBN 3-416-01837-0 (= Sammlung Profile; Bd. 27).
- Kurt Oesterle, Tübingen, Berlin, Plötzensee. In: Peter Weiss, Jahrbuch. 2. Verlag Springer Fachmedien Wiesbaden, Wiesbaden 1993, ISBN 978-3-663-11034-7, S. 21 ff.

### Einzelaspekte
- Margrid Bircken, Dieter Mersch, Hans-Christian Stillmark (Hrsg.): Ein Riss geht durch den Autor – Transmediale Inszenierungen im Werk von Peter Weiss. Transcript, Bielefeld 2009, ISBN 978-3-8376-1156-4 (Reihe: Metabasis).
- Jennifer Clare: Protexte. Interaktionen von literarischen Schreibprozessen und politischer Opposition um 1968. transcript, Bielefeld 2016.
- Robert Cohen: Bio-bibliographisches Handbuch zu Peter Weiss’ “Ästhetik des Widerstands”. Argument Verlag, Berlin 1989.
- Rainer Gerlach: Die Bedeutung des Suhrkamp Verlags für das Werk von Peter Weiss. Röhrig Universitätsverlag, St. Ingbert 2005, ISBN 3-86110-375-3 (zugl. Dissertation, FU Berlin 2004).
- Nils Göbel: „Wir können keine Form erfinden, die nicht in uns vorhanden ist“. Gattungsfragen, Intertextualität und Sprachkritik in ‘Abschied von den Eltern’ und ‘Fluchtpunkt’ von Peter Weiss. Tectum-Verlag, Marburg 2007, ISBN 978-3-8288-9278-1.
- Karl-Heinz Götze: Poetik des Abgrunds und Kunst des Widerstands. Grundmuster der Bildwelt von Peter Weiss. VS, Wiesbaden 1995, ISBN 3-531-12554-0.
- Manfred Haiduk: Der Dramatiker Peter Weiss. Henschel, Berlin 1977.
- Raimund Hoffmann: Peter Weiss. Malerei – Zeichnungen – Collagen. Henschel, Berlin 1984 (zugl. Dissertation, Humboldt-Universität Berlin).
- Achim Kessler: Schafft die Einheit! Die Figurenkonstellation in der „Ästhetik des Widerstands“ von Peter Weiss. Edition Argument, Hamburg 1997, ISBN 3-88619-644-5.
- Alfons Söllner: Peter Weiss und die Deutschen. Die Entstehung einer politischen Ästhetik wider die Verdrängung. Westdt. Verlag, Opladen 1988 (zugl. Habilitationsschrift, FU Berlin).
- Christoph Weiß: Auschwitz in der geteilten Welt. Peter Weiss und die „Ermittlung“ im Kalten Krieg. 2 Bände. Röhrig Universitätsverlag, St. Ingbert 2001, ISBN 978-3-86110-245-8 (zugl. Habilitationsschrift, Universität Mannheim 1999).
- Jörg Wollenberg: Pergamonaltar und Arbeiterbildung: Linie Luxemburg-Gramsci – Voraussetzung: Aufklärung der historischen Fehler (Peter Weiss). VSA-Verlag, Hamburg 2005, Sozialismus Supplement; [Jg. 32], Suppl. 5, ISBN 3-89965-924-4 (Bildungsarbeit mit Peter Weiss)
- Jenny Willner: Wortgewalt. Peter Weiss und die deutsche Sprache. Konstanz University Press, Konstanz 2014, ISBN 978-3-86253-040-3.
- Anne E. Dünzelmann: Peter Weiss - Bremer Verortungen. BoD – Books on Demand 2016, ISBN 978-3-7412-9367-2